# Geschichte Dresdens

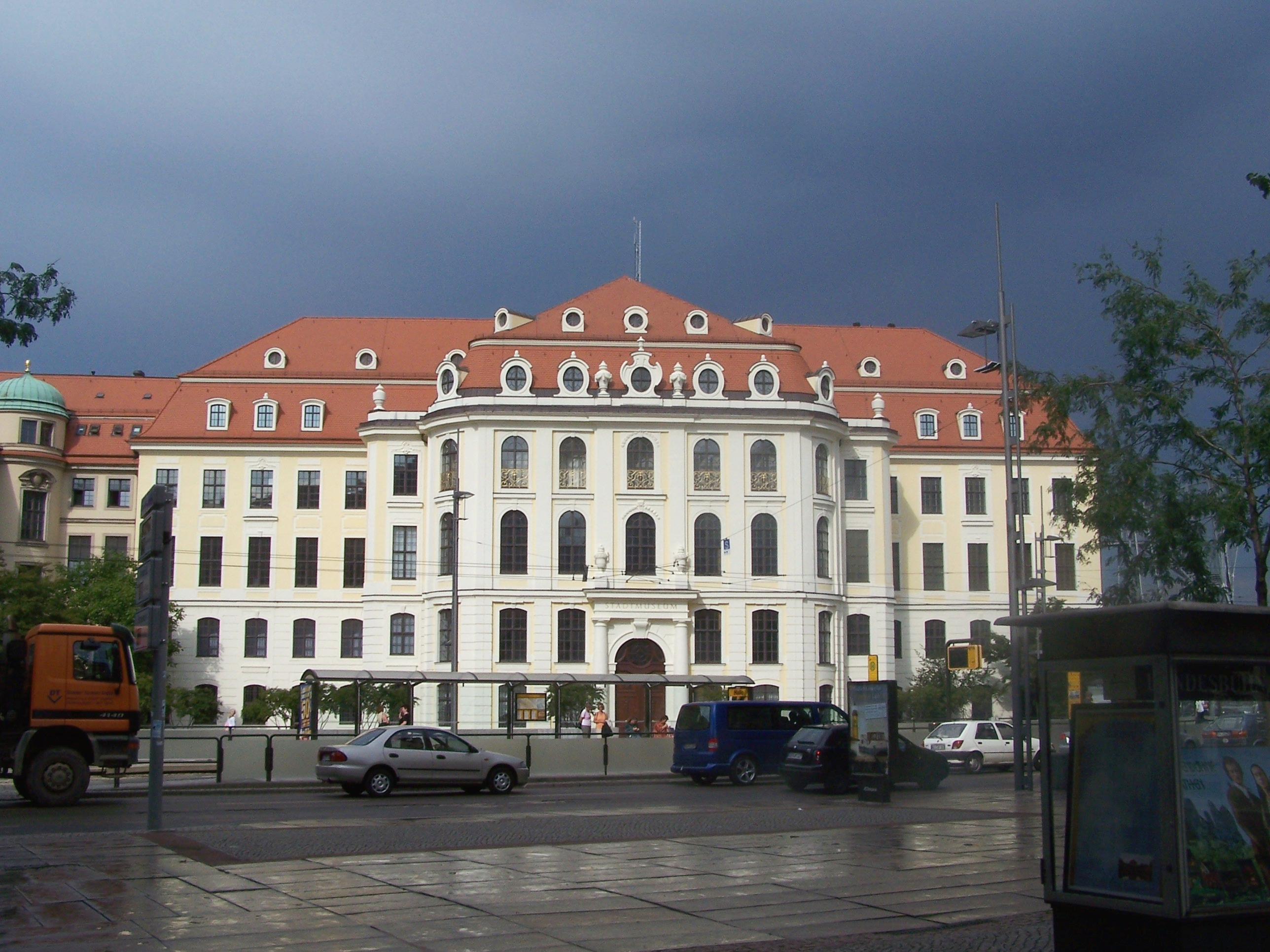
Das im Landhaus in der Inneren Altstadt befindliche Stadtmuseum hält eine große Sammlung zur Stadtgeschichte für Besucher und Forscher bereit.

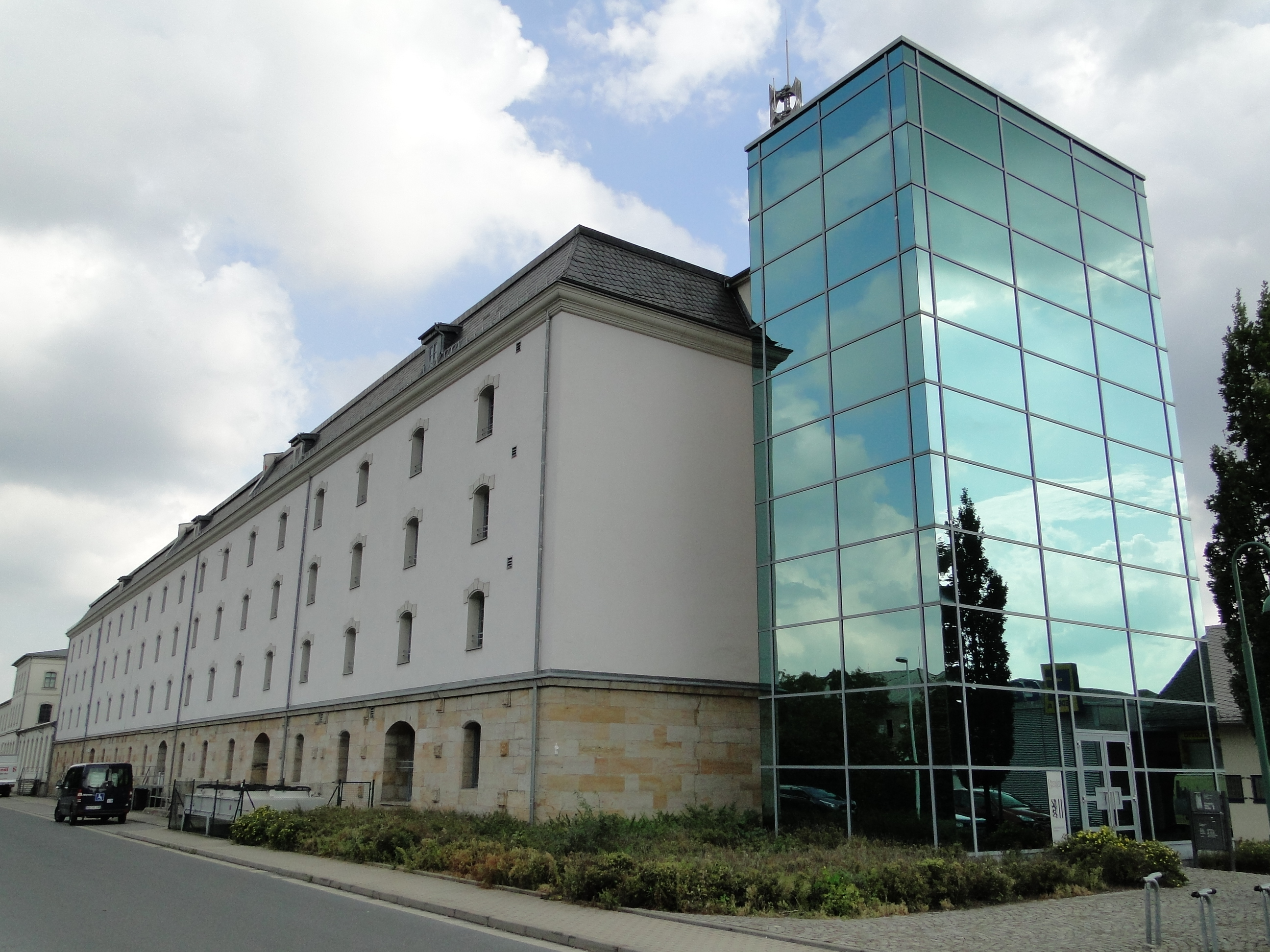
Im Stadtarchiv in der Albertstadt befinden sich Urkunden zur Stadtgeschichte vom 13. bis ins 21. Jahrhundert.

Die Geschichte Dresdens beginnt mit der Ur- und Frühgeschichte der obersächsischen Gebiete entlang der Elbe lange vor der urkundlichen Ersterwähnung Dresdens im Jahr 1206. Erste Besiedlungen der Gegend datieren aus dem Jahr 5500 v. Chr., die Gründung der heutigen Stadt erfolgte vermutlich 1173 oder kurz darauf. Zeugnisse dieser frühen Phase der Besiedlung sind im Stadtmuseum und im Stadtarchiv zu sehen.

## Vorgeschichte
Das Elbtal bot ab etwa 5500 v. Chr. gute Siedlungsbedingungen auf den linkselbischen Lößhängen. Die nördlich der Elbe gelegenen Sandflächen, die Abdachung des Erzgebirges oder der durch die Elbe und zufließende Gewässer häufig überschwemmte Auwald der Elbe boten wahrscheinlich schlechtere Bedingungen.

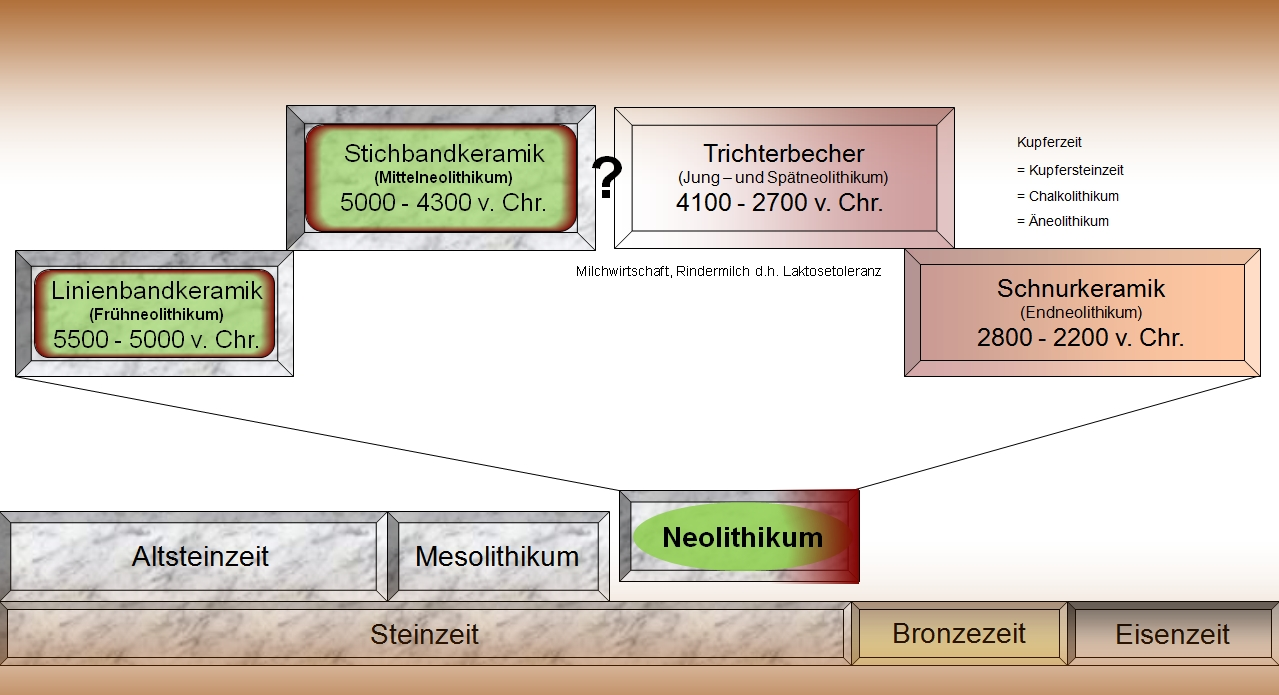
Das Neolithikum im Dresdner Raum

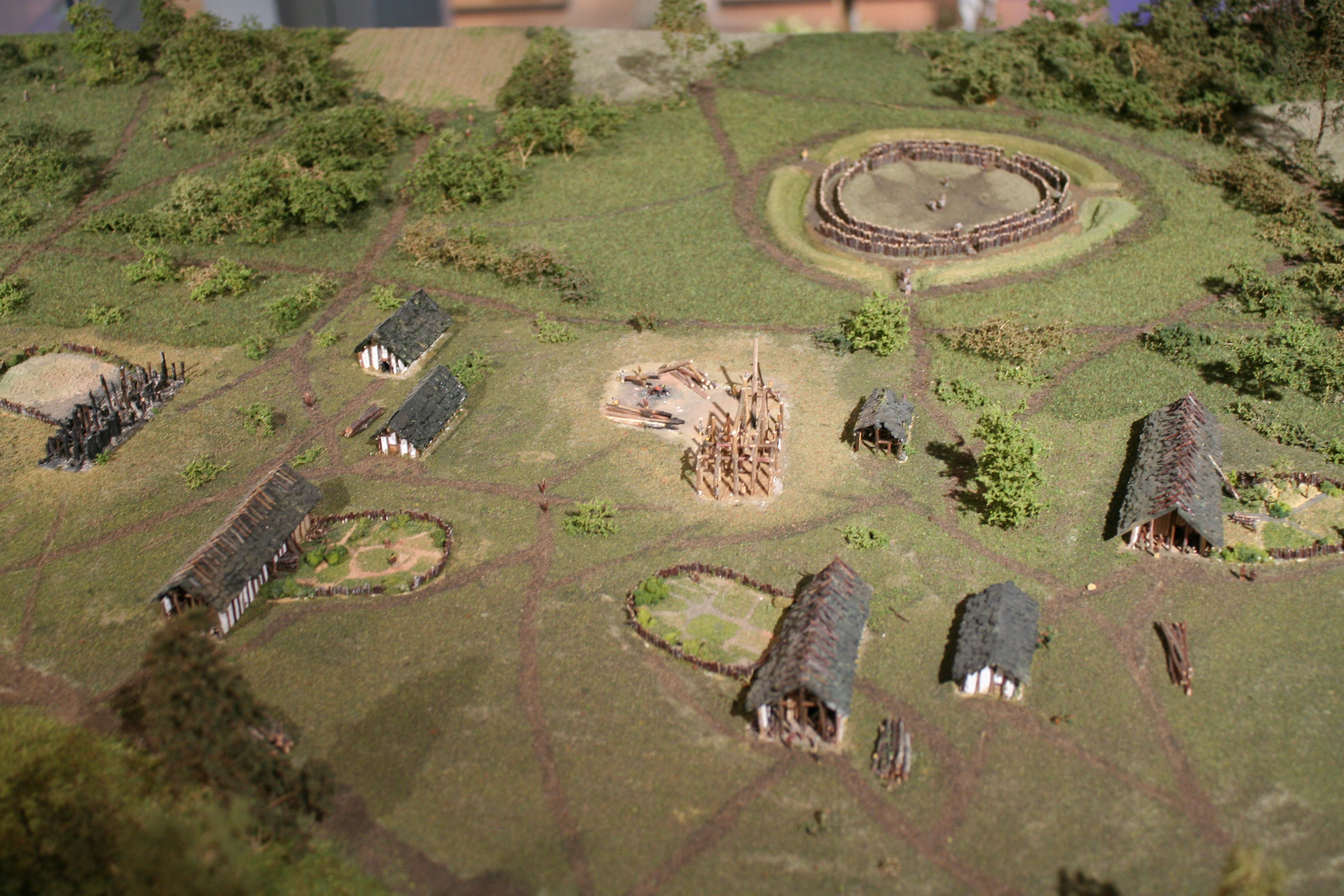
Modell einer stichbandkeramischen Siedlung und Kreisgrabenanlage in Dresden-Nickern; Staatliches Museum für Archäologie Chemnitz

Die dauerhafte Besiedlung des Elbkessels erfolgte in der Jungsteinzeit durch Einwanderer der Linearbandkeramischen Kultur. Erste Funde stammen aus einer Grabung bei Dresden-Mockritz. Eine bandkeramische Scherbe wird auf ca. 5500 v. Chr. datiert. Jüngere Siedlungsspuren der bandkeramischen Kultur (5500–4500 v. Chr.) wurden ebenso hauptsächlich an den linkselbischen Lößhängen, aber auch auf dem Taschenberg (heutiger Standort des Dresdner Schlosses) und vereinzelt an anderen Stellen des Elbtals sowie im Bereich des heutigen Cottas gefunden.
Eine Regionalisierung der vom Pariser Becken bis zu den Karpaten verwandten Bandkeramiker zur Stichbandkeramik im Raum vom Harz bis weit ins „Böhmische“ ist besonders gut in Prohlis zu erkennen. Die Kreisgrabenanlagen in Nickern aus dem 5. Jahrtausend v. Chr. sind die ersten Monumentalbauten im heutigen Stadtgebiet.
Der Übergang zur Trichterbecherkultur (friedlich und allmählich oder unterdrückend oder verdrängend) ist noch ungeklärt, aber auch hier gibt es Zeichen der Besiedlung.
Schnurkeramik ist in der Dresdner Heide und in Striesen gefunden worden.
Die Aunjetitzer Kultur (frühe Bronzezeit) ist im Elbtal durch das Depot von Prohlis belegt, ebenso durch den ältesten Fund des bedeutenden Depots von Dobritz.

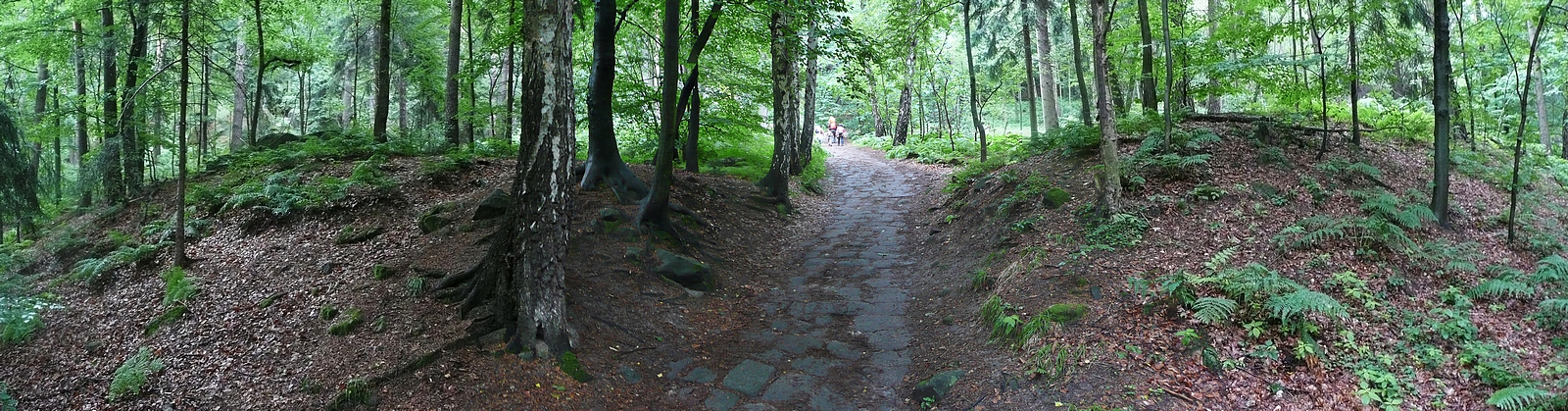
Lausitzer Kultur am Pfaffenstein

Für die späte Bronzezeit, hier die Lausitzer Kultur (1300–780 v. Chr.), und den Übergang zur Eisenzeit steht die bereits stadtähnliche Siedlung auf der Heidenschanze. Das gesamte Elbtal erlebte die für lange Zeit stärkste Besiedlung.
Im 7. und 6. Jahrhundert v. Chr. soll die Billendorfer Kultur in Stetzsch ihre Spuren hinterlassen haben; danach die Jastorf-Kultur.
Forschungsergebnisse von 2010 verorten die Siedlung Lupfurdum, die Ptolemäus um das Jahr 150 n. Chr. in seinem Atlas Geographia in Elbnähe verzeichnet hatte und deren Name auf eine Furt hinweist, im Raum Dresden. Zu dieser Zeit sollen nach römischen Quellen die Semnonen oder die Hermunduren hier gelebt haben.
„In der Völkerwanderungszeit waren die Siedlungen meist sehr kurzlebig, so dass nur wenige archäologisch fassbare Spuren hinterlassen worden sind.“
Am Ende des 6. Jahrhunderts siedelten sich slawische Gruppen aus Böhmen kommend entlang der Elbe an.

## Frühgeschichte

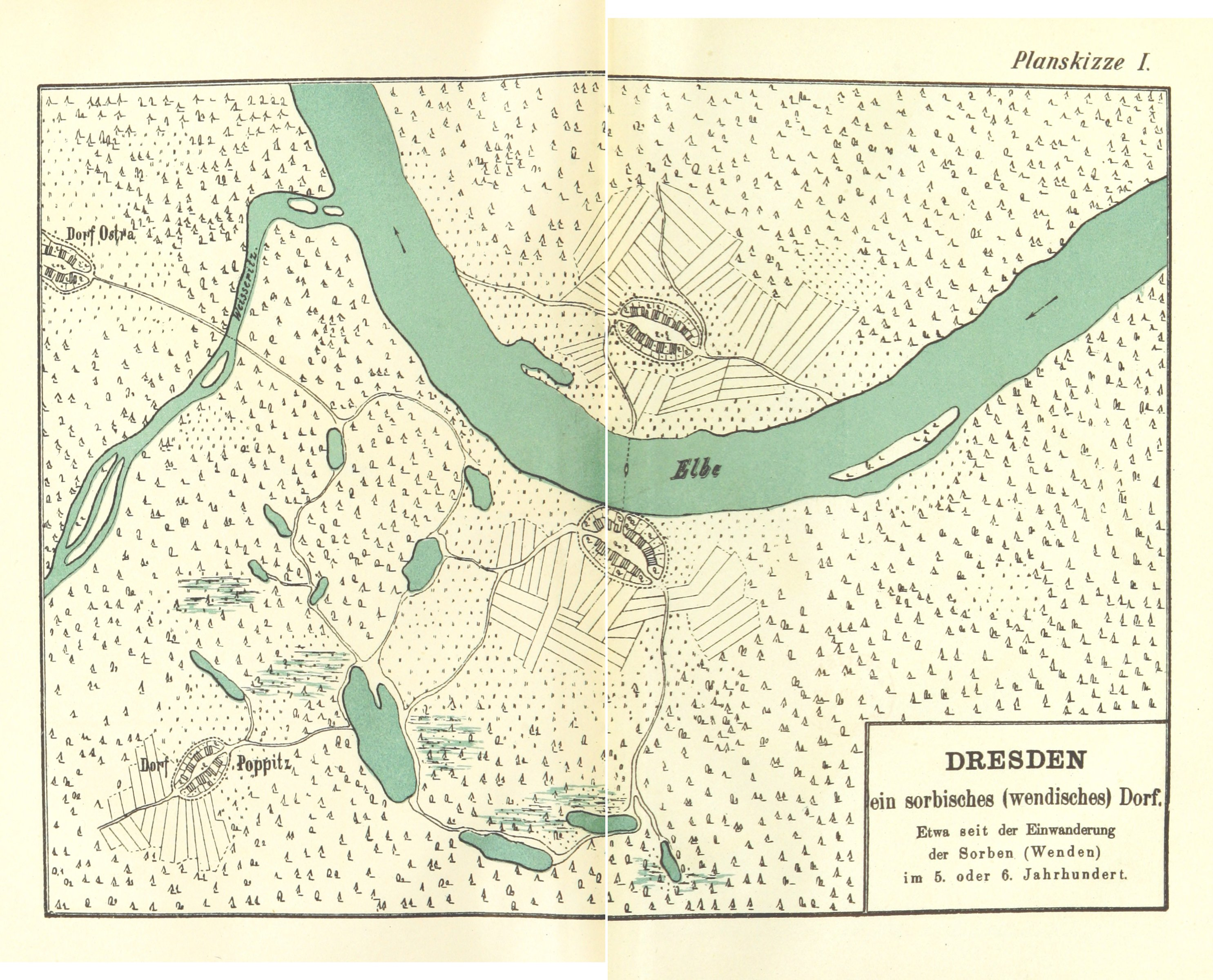
Dresden im 5. und 6. Jahrhundert

Der Name Dresden ist slawischen Ursprungs und geht auf die rechtselbische westslawische Siedlung Drežďany zurück, deren Name vom slawischen Wort drežga „Sumpfwald“ abstammt und somit Sumpf- oder Auenwaldbewohner bedeutet. Auf Sorbisch heißt die Stadt bis heute Drježdźany (tschechisch Drážďany).
In Urkunden des 10. und 11. Jahrhunderts wird das Gebiet des Dresdner Elbtalkessels als pagus Nisan bezeichnet. Seine slawischen Bewohner nannten sich offenbar Nisani, was so viel wie ‚die Leute in der Niederung‘ heißt. Zahlreiche Slawische Burgwälle in dieser Landschaft weisen auf die ehemalige Existenz von Supanien hin. In um 1140 teilweise auf das 11. Jahrhundert gefertigten Urkunden werden für das westlichste Gebiet von Nisan die frühdeutschen Burgwarde Bresnice (Briesnitz), Woz (wohl Niederwartha) und Bvistrizi (wohl Coschütz oder Plauen) erwähnt. Unter der Voraussetzung eines frühdeutschen Burgwards Dohna lag das Gebiet der hochmittelalterlichen Stadtgründung Dresdene in einer Lücke im Burgwardnetz. Es wird der Verfall und die völlige Einebnung von zwei Burgwällen für den zentralen Bereich von Nisan im Einzugsbereich des Kaitzbaches zwischen den Burganlagen in Coschütz und in Lockwitz vermutet.
Der Taschenberg und eine vermutete frühstädtische Kaufmannssiedlung auf dem linken Elbufer bildeten wohl die frühesten Ursprünge auf dem Gebiet der hochmittelalterlichen Stadtgründung. Ostra (Ostrow), Poppitz, Fischersdorf, die Siedlung im Bereich Frauenkirche und der Elbberg waren wahrscheinlich ebenfalls bereits vor der Entstehung der Stadt bewohnt, wurden allerdings anfangs bei der Stadtplanung ausgespart.
Die günstige Verkehrslage am Elbübergang war bereits durch eine slawische Schiffer- und Fischersiedlung markiert. Hier war die natürliche Verbindung von Franken nach Bautzen. Sitz des Markgrafen und Bischofs war allerdings das strategisch günstiger gelegene Meißen mit seinem an der Elbe emporragenden Felsen.
1144 gibt es mit Naundorf und Gohlis den ersten Nachweis wettinischer Herrschaft noch ganz im Westen der Dresdner Elbtalweitung durch eine Königsurkunde. Die urkundlich ab 1156 nachweisbare Burggrafschaft Dohna hingegen war bestimmend für das Gebiet Dresdens, übertragene Hoheitsrechte an Konrad den Großen von Wettin gingen wieder verlustig. Aus diesem Grund und der archäologischen Grabungstätigkeit ist es nahezu ausgeschlossen, dass um diese Zeit im Bereich des linkselbischen Dresdens eine wettinische Burg bestanden hat oder gebaut wurde. Allerdings ist eine Erstbebauung für 1170/1180 anzunehmen, wie die archäologischen Funde und die dendrochronologische Bestimmung des verwendeten Holzes für dessen Fällzeit ergab. Ab dem beginnenden 13. Jahrhundert wurden einige der errichteten Holzbauten durch Steinbauten ersetzt und waren um 1230 schließlich endgültig beseitigt. Dieses erste Kastell diente wohl dem Schutz des Brückenbaus über die Elbe, wettinische Bautätigkeit sei erst nach Übergabe der Reichspfandschaft des Gaues Nisan an Markgraf Dietrich anzunehmen.

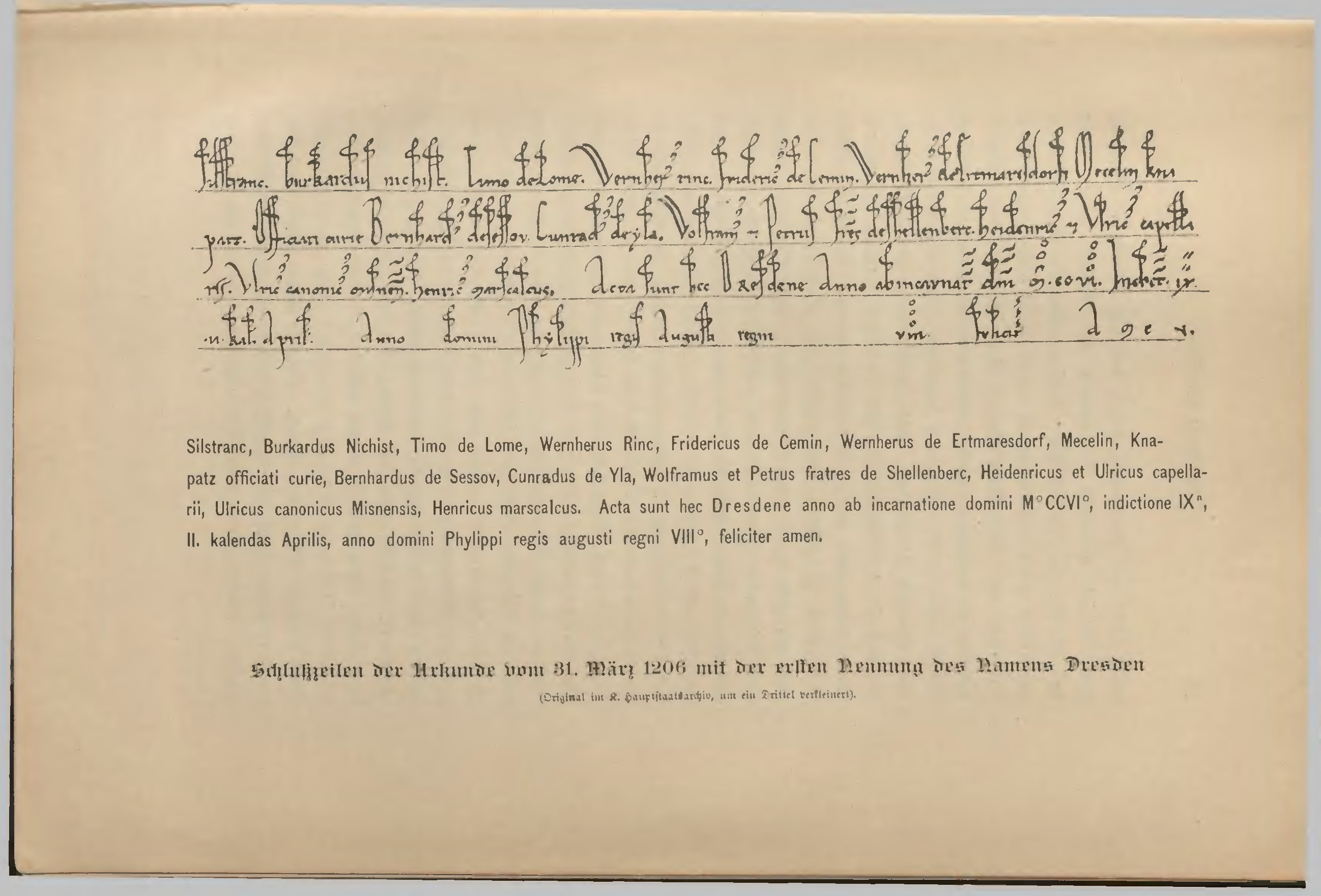
Schlusszeilen der Urkunde vom 31. März 1206 mit der ersten Nennung des Namens Dresden

Dass auf dem linkselbischen Ufer bereits 1206 eine markgräfliche Burg bestanden haben könnte, sollte auch aus der Ortsangabe am Ende des Vertrags vom 31. März 1206 folgen. In einem Fischerdorf dieses Namens dürfte kein Vertragsabschluss zustande gekommen sein. In der Urkunde vom 31. März 1206 (zugleich erstmalige Erwähnung Dresdens), auch in einer Urkunde von 1215, lautet die Schlussformel:

„Acta sunt hec dresdene.“

Die Schlussformel am 21. Januar 1216 lautet demgegenüber bereits:

„Acta sunt hec … in civitate nostra Dreseden.“

Dresden wird nun bereits als civitas (Stadt) bezeichnet, es war in diesen zehn Jahren eine befestigte Anlage um ein herrschaftliches Gebäude entstanden. Nach Ansicht von Otto Eduard Schmidt wurden bei der Neuanlage die Erfahrungen der Stadtgestaltung Freibergs genutzt. Dort waren 3 Ortslagen mit krummen Gassen und eine Neuanlage mit rechtwinkligen Straßenzügen gemeinsam in einem Mauerring zusammengefasst. Demgegenüber dürfte in Dresden linkselbisch auf dem Taschenberg eine vom Befestigungsring umgebene Stadtlage mit rechtwinklig kreuzenden Straßen zugrunde liegen. Vom späteren Georgentor (direkt am Fährübergang, wahrscheinlich bald mit Brücke, die 1287 bereits als steinern bezeichnet wurde) verlief entlang der Schloßstraße bis zum Markt mit der Stadtkirche, damals Nikolaikirche, ein Hauptweg, kreuzend mit der Wilsdruffer Straße. Die Siedlung im Bereich Frauenkirche verblieb mit ihren Häusern und ihrem sich historisch herausgebildeten Wegenetz östlich außerhalb des Mauerrings. Nach Walter Schlesinger und Reinhard Spehr war diese Hafensiedlung mit Nisani identisch, dem Mittelpunkt von „Nisana“ aus dem vermutlich zwischen 1152/53 und 1189 angelegten staufischen Tafelgüterverzeichnis. Karlheinz Blaschke hingegen schlussfolgerte aus einer Aufführung der Töpfer vor der Stadt im Registrum dominorum marchionum Missnensium von 1378 unter Alten-Dresden, dass der Name „Dresden“ ursprünglich für das Siedlungsgebiet an beiden Ufern der Elbe verwendet wurde. Der rechtselbische Teil von Alten-Dresden erhielt erst im 16. Jahrhundert eigene Befestigungsanlagen.

## Spätes Mittelalter

### Frühe Stadtentwicklung
Die schon im Mittelalter älteste Kirche des Ortes, Zu Unsrer Lieben Frauen, war mit ihrem wundertätigen Marienbild, wie später die Kreuzkirche mit einem Splitter vom heiligen Kreuz, schon frühzeitig der Zielpunkt zahlreicher Wallfahrten. Ottos Sohn, Markgraf Dietrich der Bedrängte, hatte in Dresden bereits zeitweilig seine Residenz, denn aus seiner Zeit stammen die ältesten Urkunden von 1206, 1215 und 1216, in letzterer wird Dresden erstmals als Stadt (civitas) erwähnt. Sie ist zugleich zeitweilige Residenz des Markgrafen.

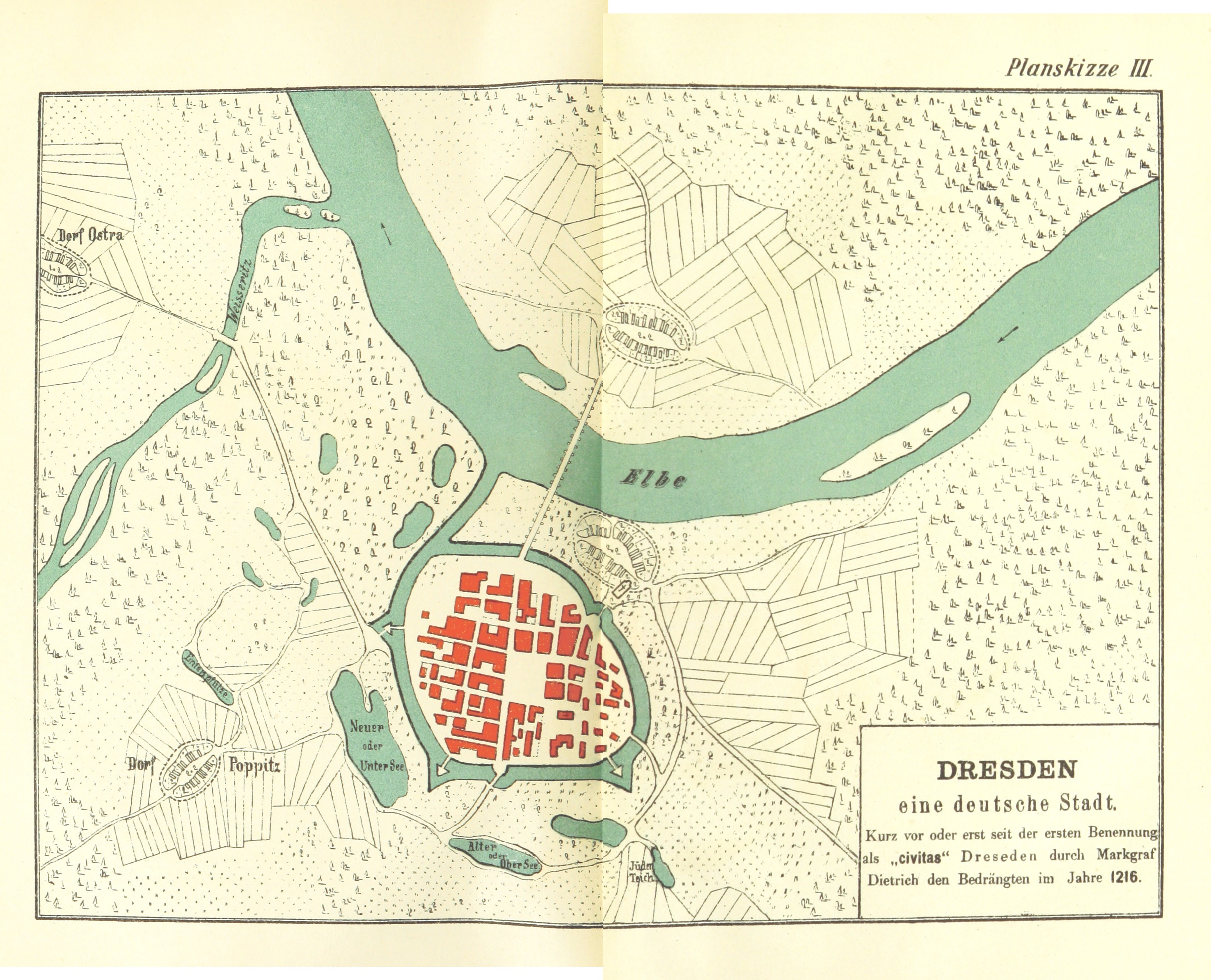
Dresden um 1216
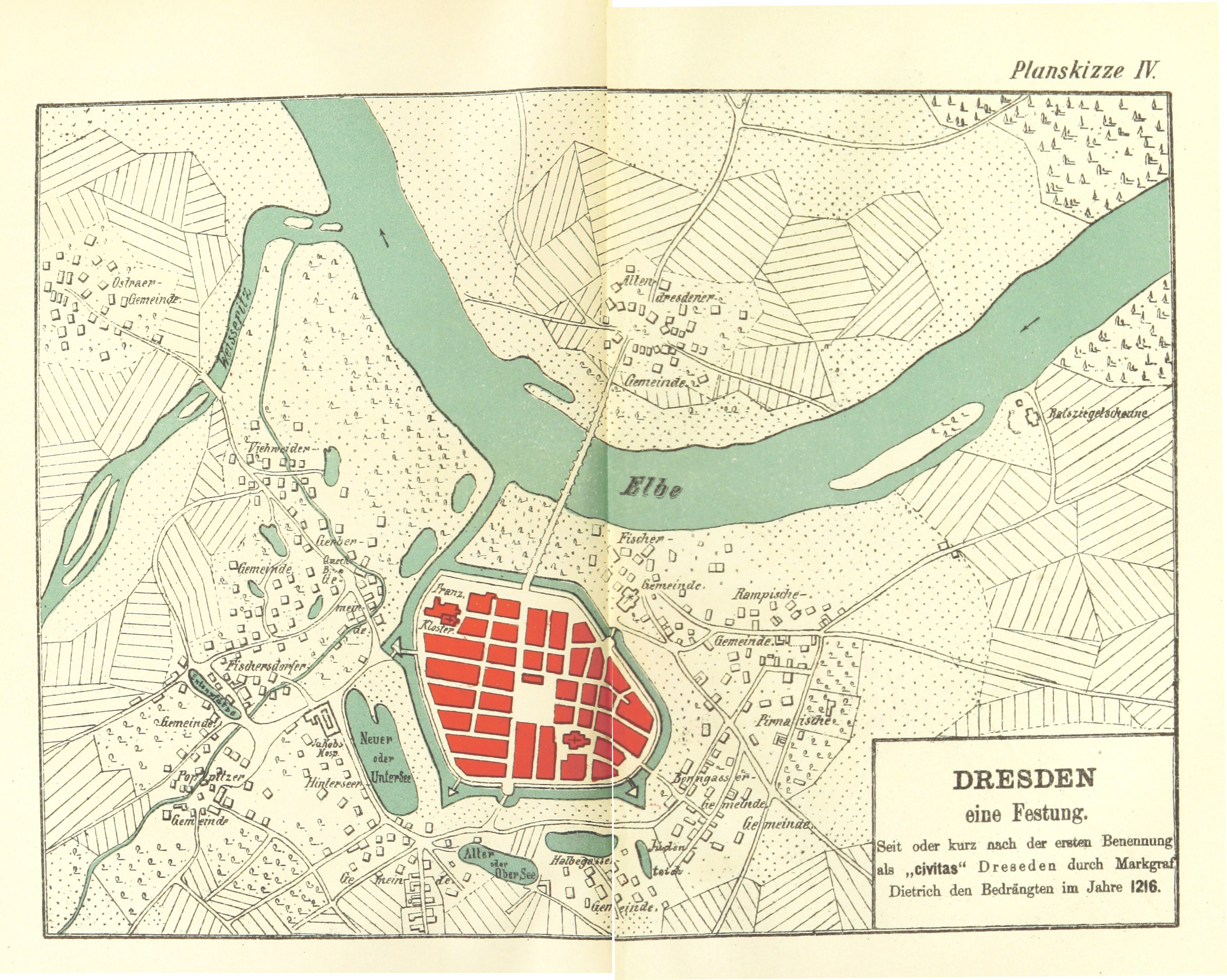
Dresden um 1270
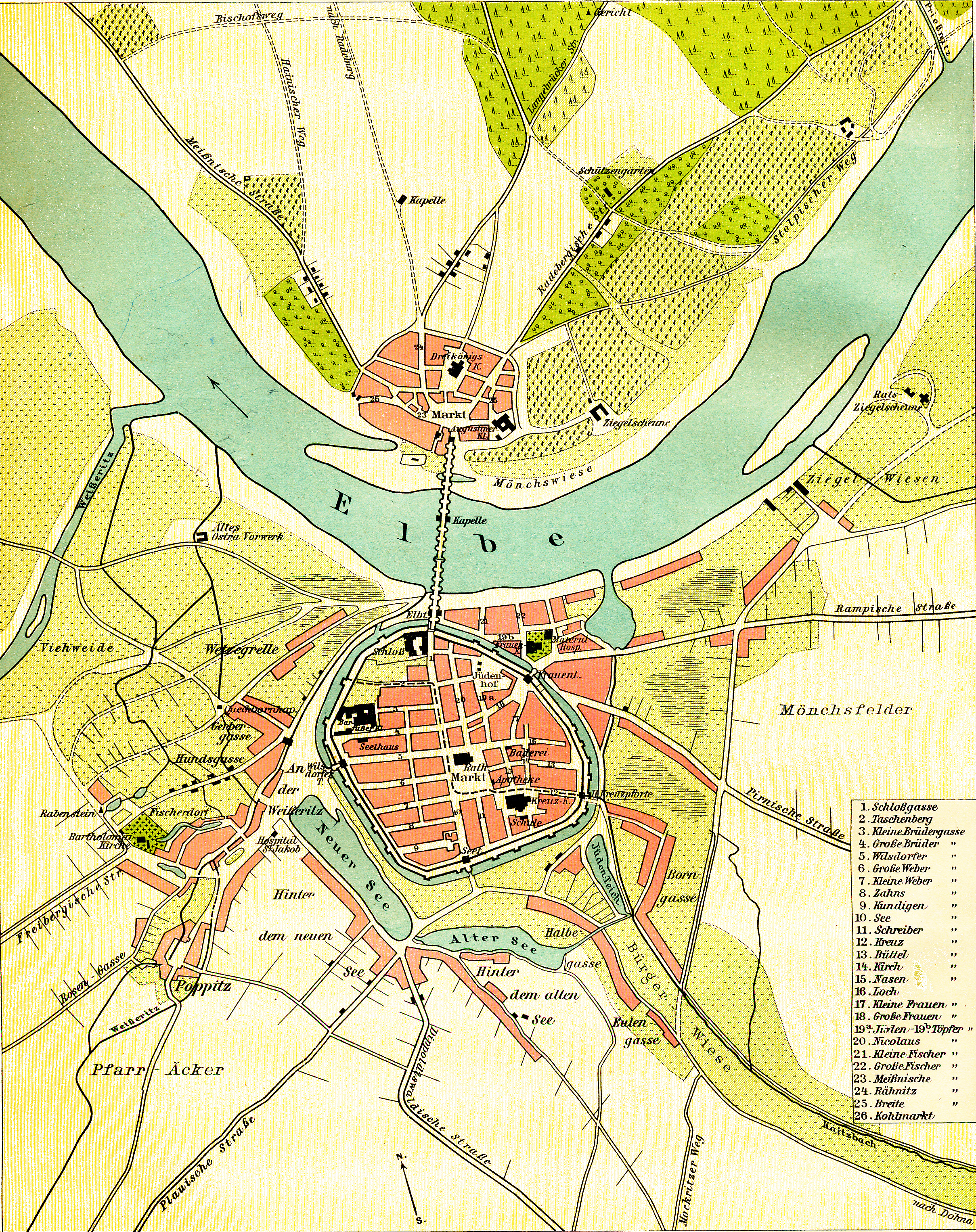
Dresden um 1500

Dresden war zu der Zeit anderen Städten klar untergeordnet und von anderen Städten dominiert. Es gehörte zur Markgrafschaft Meißen und zum Bistum Meißen, welches wiederum als Suffragandiözese dem Erzbistum Magdeburg zugeordnet war.
Die älteste Darstellung des Dresdner Stadtwappens findet sich als Siegel auf einer Huldigungsurkunde aus dem Jahr 1309.
Die Entwicklung der Stadt beschränkte sich vorzugsweise auf den am linken Ufer gelegenen Stadtteil, der, obgleich von geringem Umfang, schon mit Mauern und Gräben umgeben war, während Altendresden am rechten Ufer (die heutige Neustadt) in der Entwicklung zurückblieb. 1403 erhielt Altendresden das Stadtrecht. Der Ausbau der Stadt und die gewerbliche Entwicklung gingen zunächst aber nur sehr zögerlich voran, Ende des 13. Jahrhunderts gab es ein Franziskanerkloster, zum Ende des 14. Jahrhunderts zwei Spitäler.
Nach Heinrichs des Erlauchten Tod 1288 kam bei der Teilung des Landes unter seine Erben Stadt und Pflege Dresden an seinen jüngsten Sohn, Friedrich den Kleinen, der kaum ein Jahr nach dem Tod seines Vaters sein Gebiet an den böhmischen König Wenzel II. verkaufte, ohne deshalb seinen Wohnsitz und seine Hofhaltung in Dresden aufzugeben.
Nach seinem Tod fiel Dresden und das dazugehörige Gebiet infolge des Krieges, in welchen Friedrichs Neffe und Erbe Friedrich der Freidige, bekannter unter dem Namen „der Gebissene“, mit Brandenburg verwickelt gewesen war, an den Markgrafen Waldemar von Brandenburg, nach dessen Tod 1319 jedoch das ganze Land, das Heinrich der Erlauchte zusammengebracht hatte, wiederum an Friedrich den Freidigen kam, der aber als Landgraf von Thüringen vorzugsweise auf der Wartburg Hof hielt. 1300 wird der erste Schulmeister erwähnt.

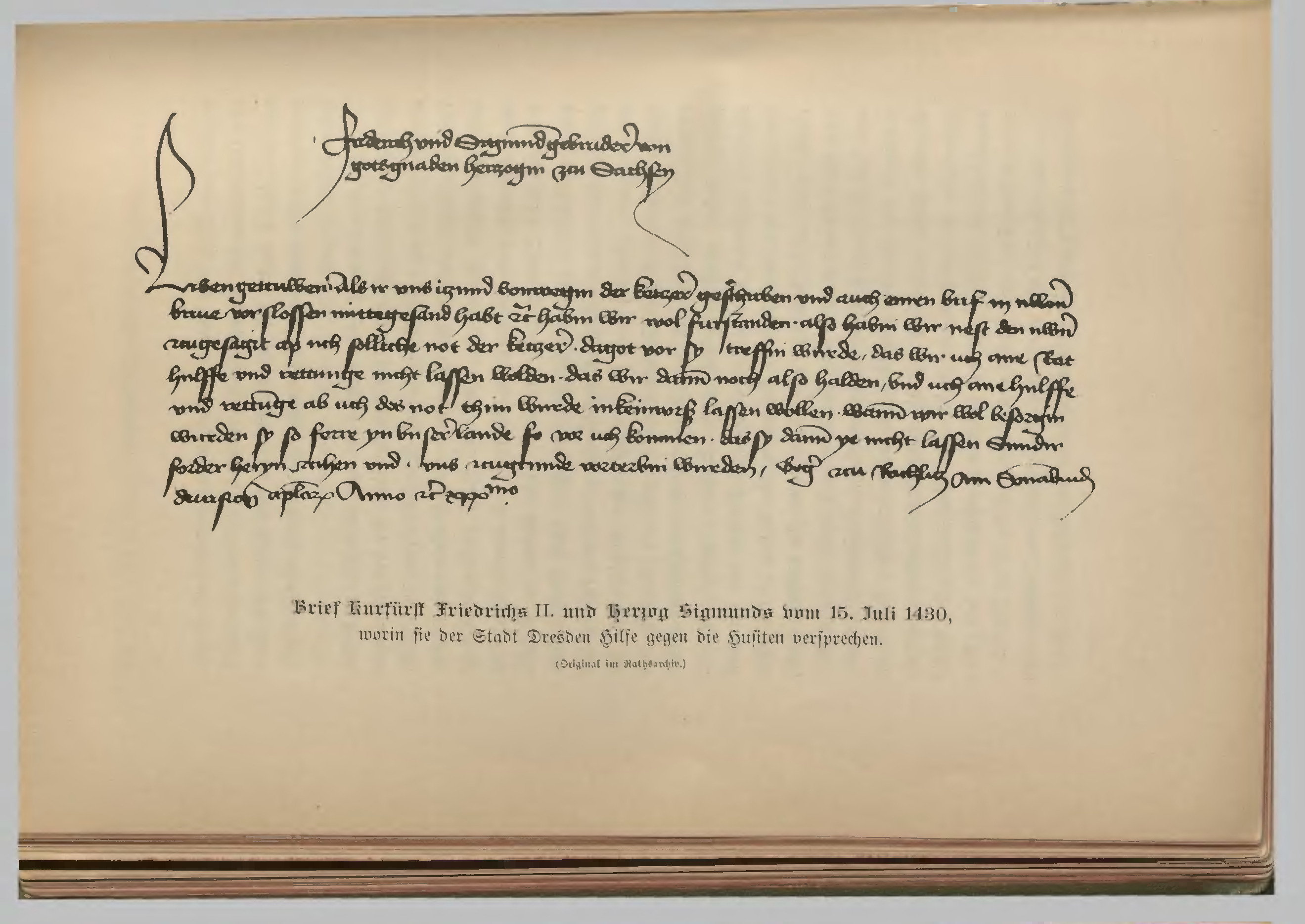
Brief Kurfürst Friedrich II. und Herzog Sigmunds vom 15. Juli 1430, worin sie der Stadt Dresden Hilfe gegen die Husiten versprechen.

Unter den folgenden Markgrafen erfreute sich die Stadt einer nur langsamen aber fortschreitenden Entwicklung trotz der vielfachen inneren und äußeren Anfechtungen und Unfälle, worunter besonders Pest und Krieg und 1429 die Einäscherung eines großen Teils der Stadt durch die Hussiten zu erwähnen sind. Um das Jahr 1500 hatte die Stadt Dresden samt ihren Vororten und Altendresden zirka 6.000 Einwohner.
Gegen Ende des Mittelalters, im 15. Jahrhundert, wurde am westlichen Rand Dresdens der Weißeritzmühlgraben angelegt, welcher über Jahrhunderte eine bedeutende Rolle der städtischen Wirtschaftsgeschichte spielen sollte.

### Residenzstadt

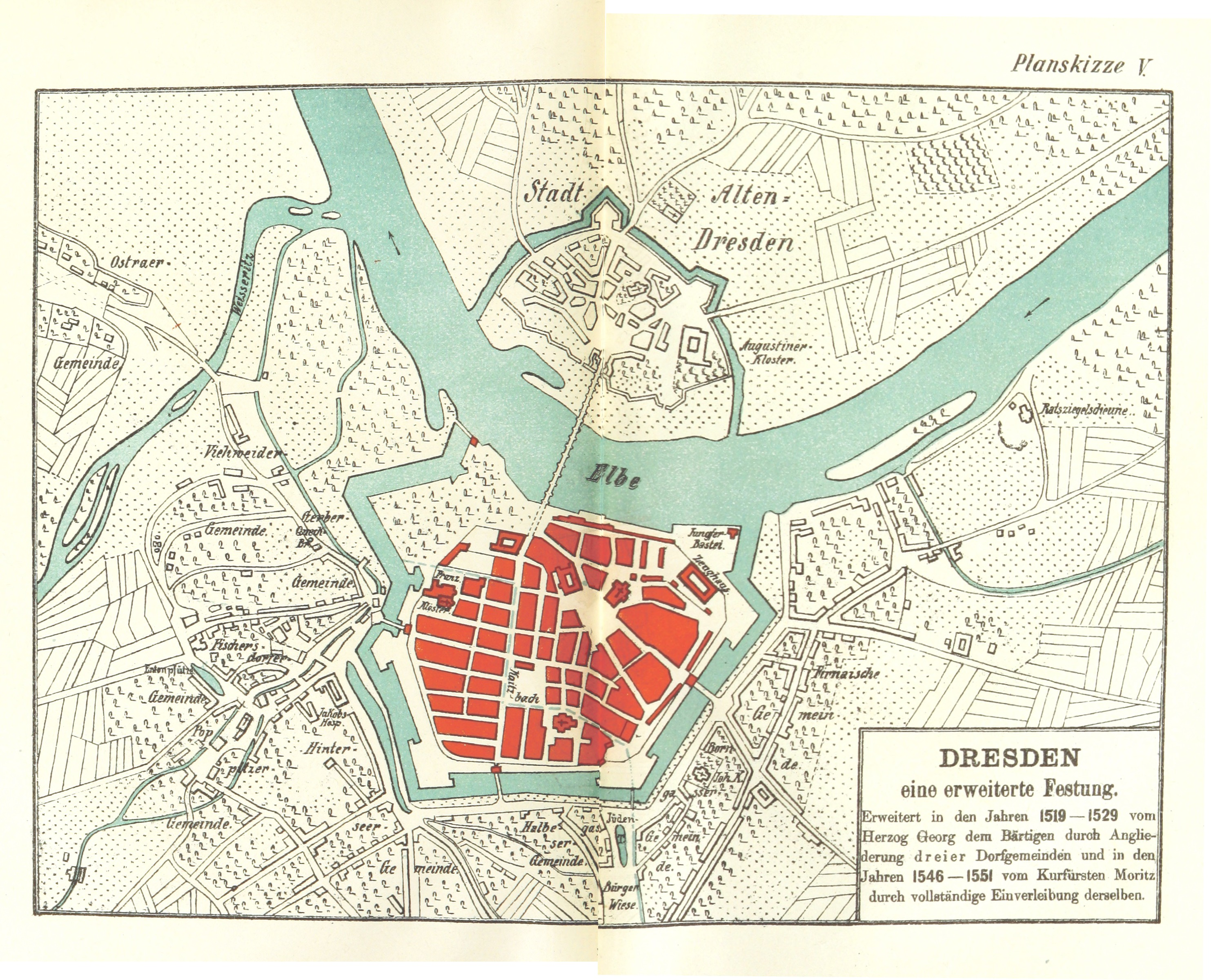
Dresden 1551

Nach dem Tode Friedrichs des Sanftmütigen 1464 übernahmen dessen Söhne Ernst und Albrecht zunächst gemeinsam die Herrschaft. Dabei wurde die gemeinsame Residenz von Meißen nach Dresden verlegt.
Bei der Teilung Sachsens (Leipziger Teilung) zwischen Ernst und Albrecht dem Beherzten 1485 kam Dresden an letzteren und blieb seitdem ununterbrochen Residenz der albertinischen Linie. Am 15. und 16. Juni 1491 wurde der größte Teil der Stadt durch einen Großbrand zerstört. Im Jahr 1501 ließ der Rat der Stadt das Weichbild durch Weichbildsteine markieren.
Albrechts Sohn, Herzog Georg der Bärtige, ließ von 1521 bis 1528 die Befestigungen der Stadt verstärken und 1534–1537 das Georgenschloss erbauen.
Sein Nachfolger Heinrich der Fromme führte 1539 hier die Reformation ein, und im Ergebnis des Schmalkaldischen Krieges erhielten die albertinischen Fürsten 1547 die Kurwürde. Somit war Dresden Hauptstadt des bedeutendsten protestantischen Landes, welches nach den Habsburgischen Ländern der mächtigste deutsche Staat war.
Kurfürst Moritz, gab den Festungswerken der Altstadt eine andere Gestalt, legte die Moritzstraße an und sorgte für eine zweckmäßige Verwaltung der Stadt. Sein Bruder und Nachfolger August ließ die Straßen pflastern, die Kreuzschule, die Annenkirche, das Zeughaus, den Jägerhof nebst vielen anderen öffentlichen Gebäuden erbauen und wurde der Gründer der Bibliothek und der meisten wissenschaftlichen und Kunstsammlungen. Die von Kurfürst August 1556 in unmittelbarer Nähe des Residenzschlosses errichtete Münzstätte Dresden wurde nach Schließung sämtlicher Landesmünzstätten einzige Münzstätte im Kurfürstentum.
Im Zuge dieser Förderung der Künste wurde 1548 die Hofcantorey, der Vorläufer der sächsischen Staatskapelle gegründet, und im gleichen Jahr wurde auch der Grundstein für die höfischen, später sächsischen Kunstsammlungen gelegt.

## Frühe Neuzeit

### Dreißigjähriger Krieg

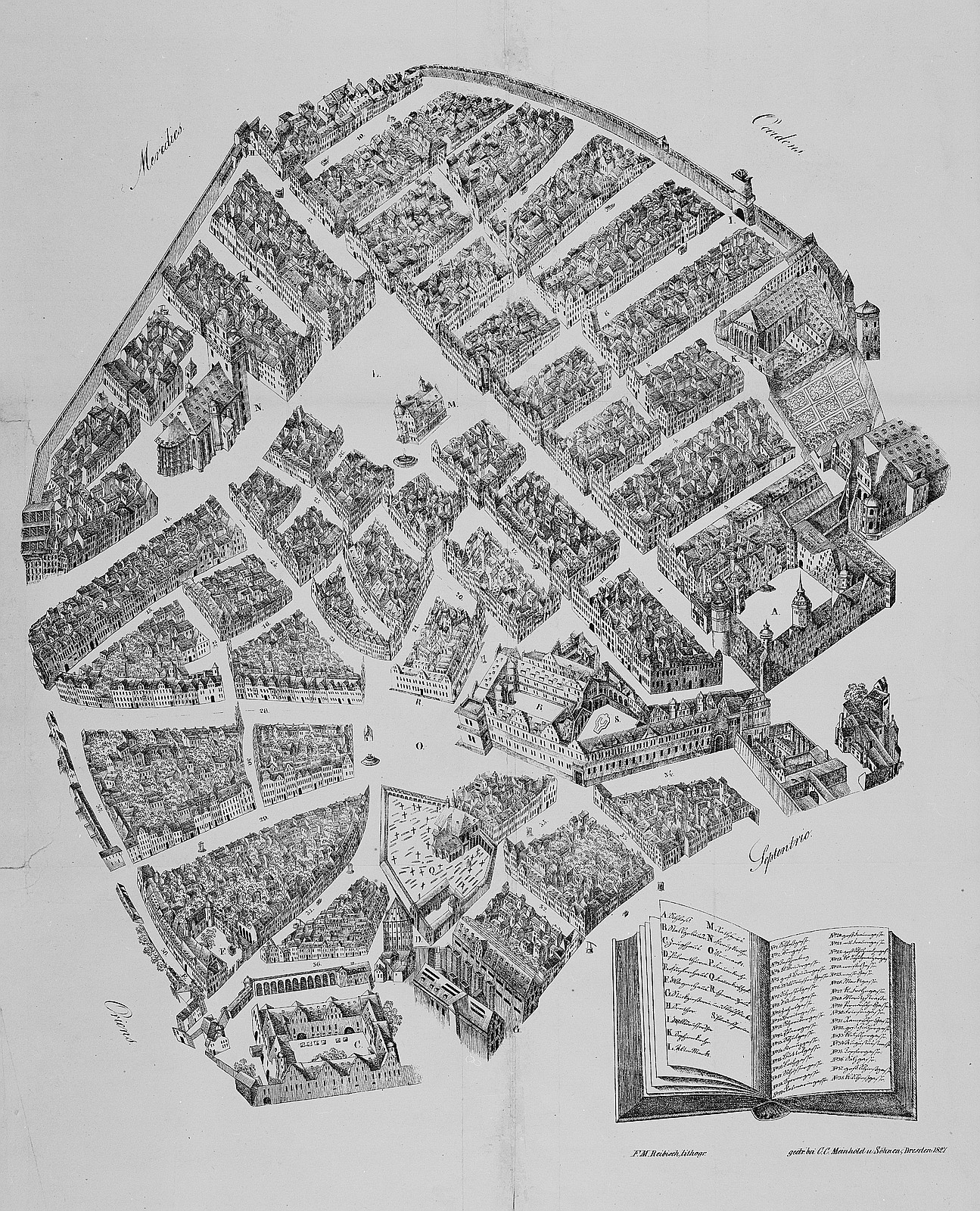
Stadtansicht Dresdens in Vogelperspektive (um 1634)

Ab 1620 beteiligte sich Kursachsen abwechselnd auf kaiserlicher und schwedischer Seite an den Kampfhandlungen des Dreißigjährigen Krieges. Infolge des Krieges wurde auch Altendresden am rechten Elbufer befestigt. Obwohl die Stadt selbst nicht erobert wurde, führten Hunger, Pest und wirtschaftlicher Niedergang zu einem schweren Rückschlag in der städtischen Entwicklung.
In den nachfolgenden Jahrzehnten gelang es der Stadt aber dennoch schnell wieder an den alten Glanz anzuknüpfen, besonders durch die starke Förderung der kulturellen und wirtschaftlichen Entwicklung durch den kurfürstlichen Hof.
In der 1670 gegründeten Friedrichstadt entstanden erste Manufakturen. Der Große Garten als höfisches Festgelände wurde angelegt, erste barocke Prunkbauten errichtet, und mit dem Wirken von Heinrich Schütz, der 1614 nach Dresden kam und 1672 hier starb, erreichte das musikalische Leben der Stadt einen Höhepunkt.

### Die Regierungszeit Friedrich August I.

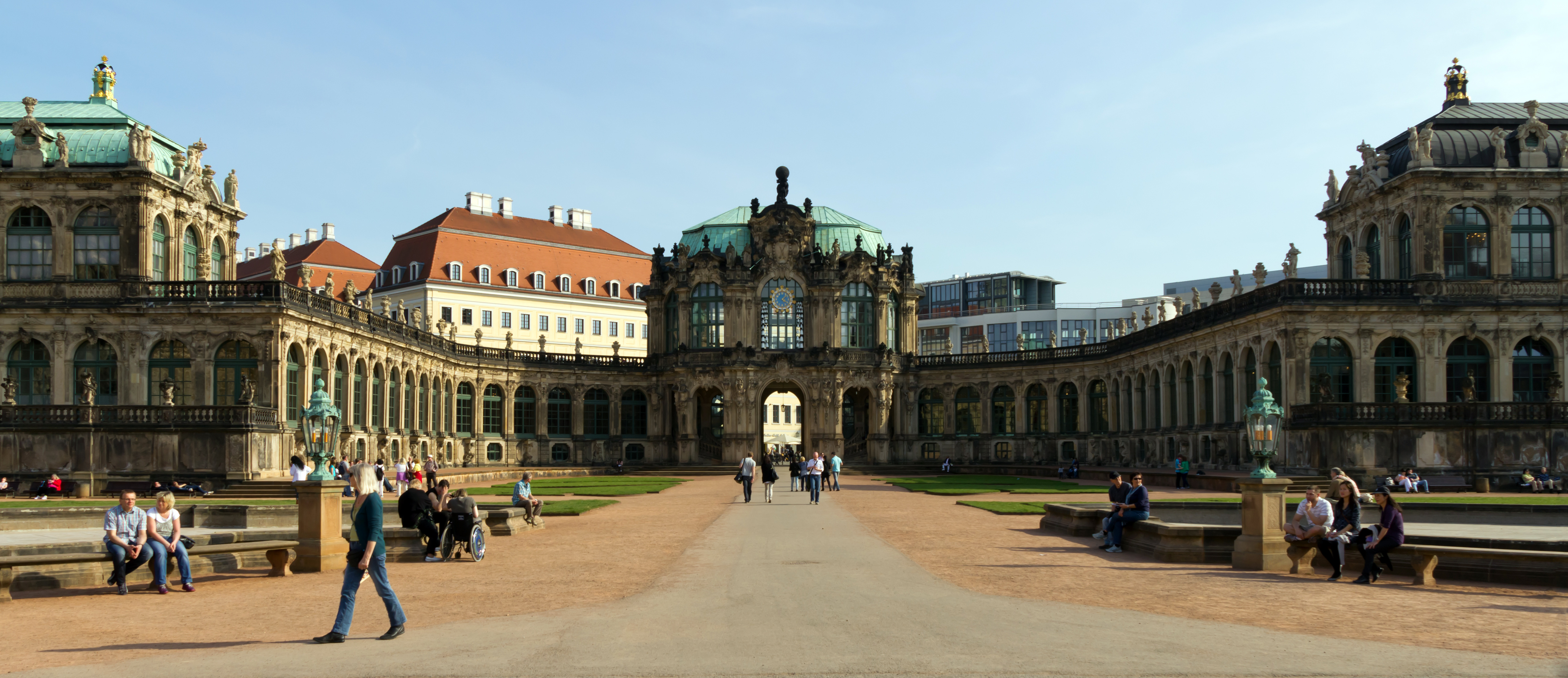
Der Zwinger (Glockenspielpavillon mit Bogengalerien)

Die glänzendste Periode der Stadt begann mit der Regierung Friedrich August I. (häufig genannt „August der Starke“), der nach der Wahl 1697 als August II. König von Polen wurde und die Personalunion Sachsen-Polen begründete. Das 1685 abgebrannte Altendresden wurde nach einem großangelegten Plan wieder aufgebaut und von da an Dresden-Neustadt genannt. In dieser Zeit entstanden auch viele bedeutende Bauwerke wie das Blockhaus, die Ritterakademie, die Kaserne, das Japanische Palais, die Zwingergebäude (eigentlich der Vorhof zu einem nie gebauten neuen Schloss), die Dreikönigskirche, die jetzige Frauenkirche und andere hervorragende Bauwerke (Dresdner Barock). Auch die Kunstsammlungen sowie die Bibliothek erhielten wertvolle Bereicherungen. Friedrich August II. (als August III. König von Polen 1733–1763) vollendete mehrere von seinem Vater angefangene Gebäude und ließ zwischen 1739 und 1754 die prächtige katholische Hofkirche erbauen. Im Zuge dieses Aufschwungs und durch die großen Bedürfnisse des Hoflebens verdreifachte sich die Einwohnerzahl zwischen 1700 und 1755 auf 63.000 Menschen. Auch entstand erstmals seit der Vertreibung von 1430 wieder eine größere jüdische Gemeinde.
Die Konversion Augusts des Starken zur katholischen Kirche im Rahmen seiner Bemühungen um die polnische Krone führte im lutherischen Dresden zu konfessionellen Spannungen, die sich im Mai 1726, nach der Ermordung des Kreuzkirchenpredigers Hermann Joachim Hahn durch den Katholiken Franz Laubler, gewalttätig entluden.
Nachdem die Preußen im Österreichischen Erbfolgekrieg, nach der Schlacht bei Kesselsdorf (15. Dezember 1745), Dresden erobert hatten, kam hier der Friede zwischen Österreich, Preußen und Sachsen am 25. Dezember 1745 zustande.

### Siebenjähriger Krieg

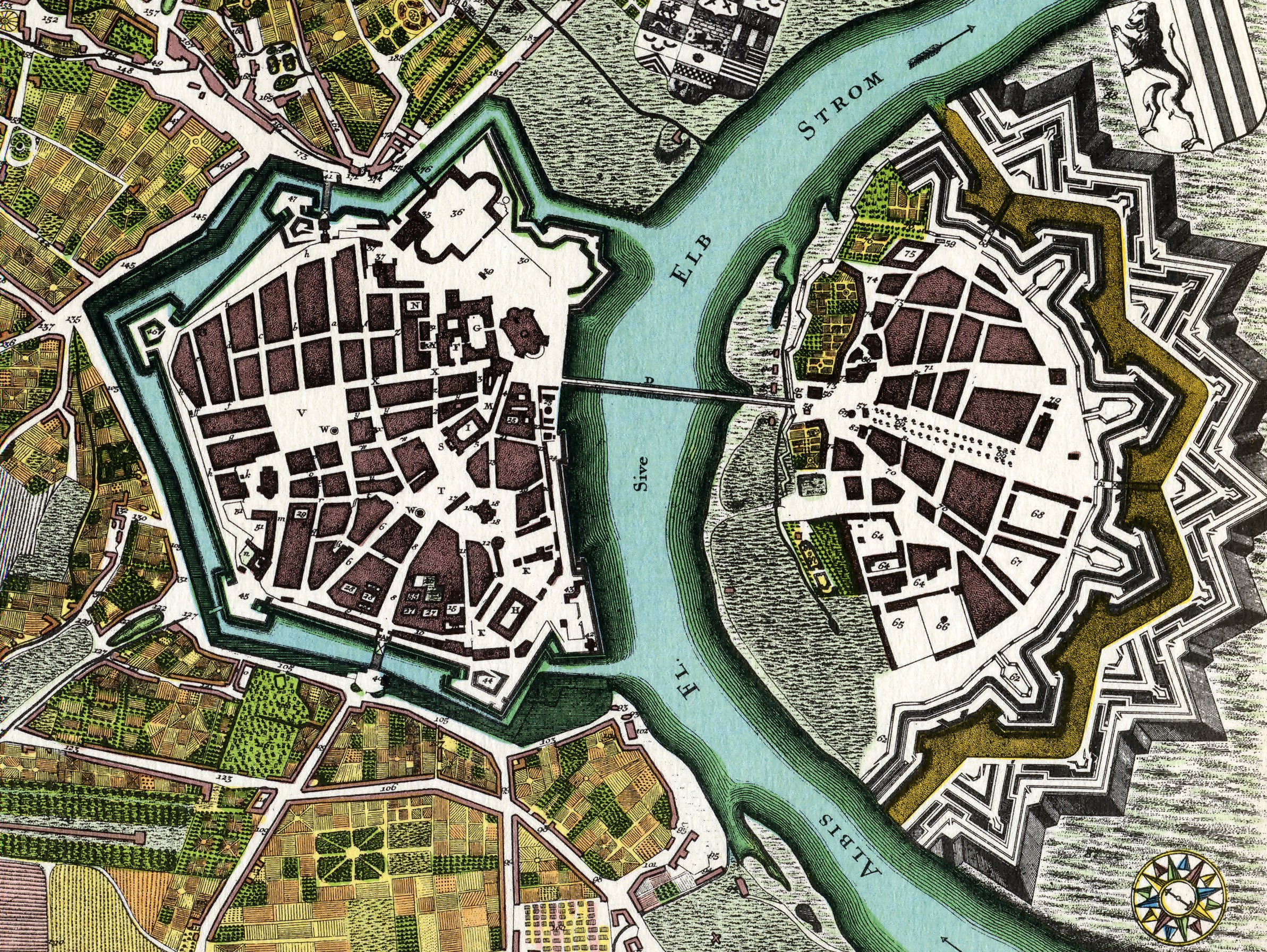
Festung Dresden (1750)

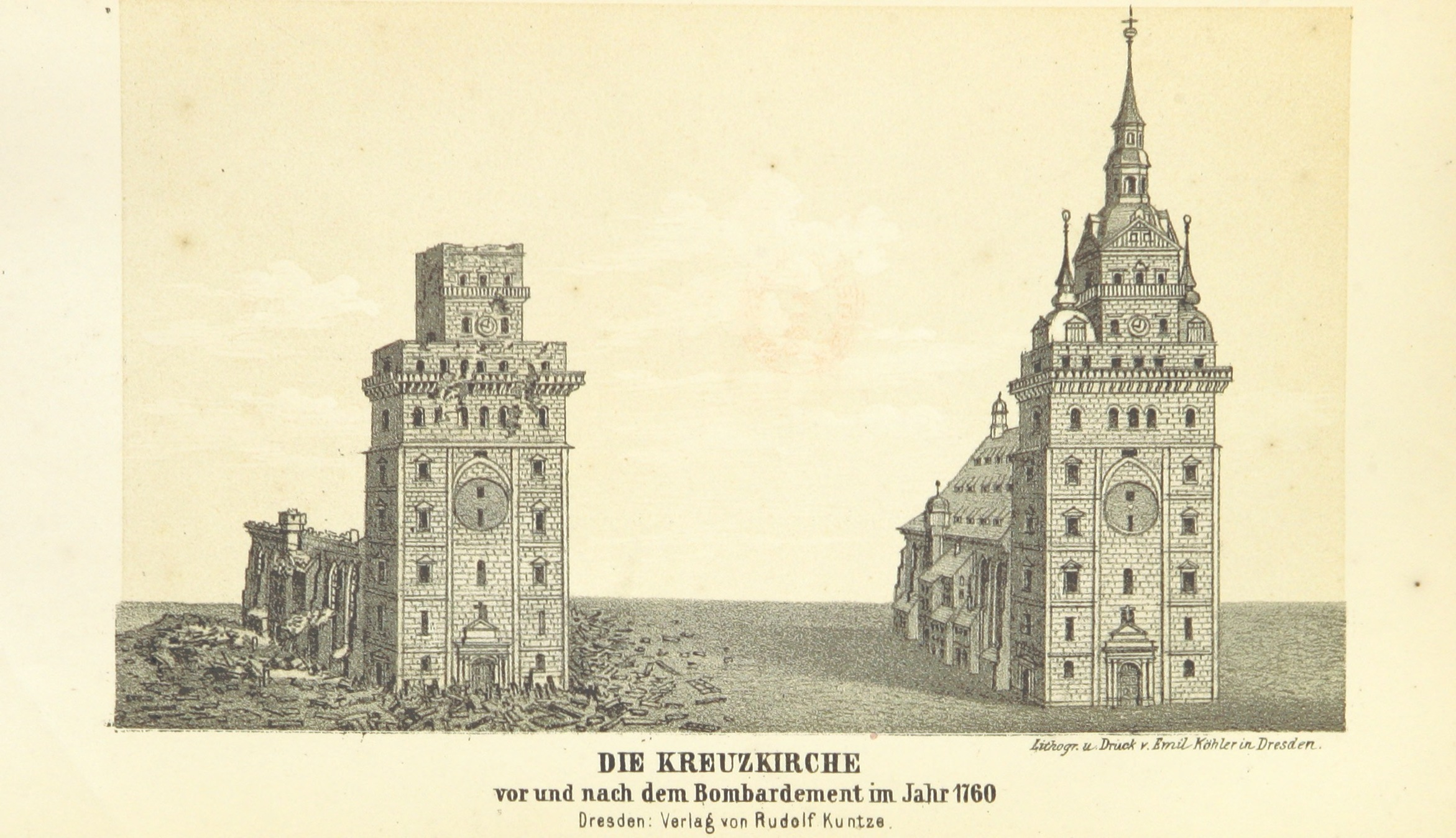
Kreuzkirche vor und nach der Bombardierung 1760

Der Siebenjährige Krieg brach Dresdens Blüte auf längere Zeit. Friedrich II. rückte am 9. September 1756 in Dresden ein und nahm die bei Pirna eingeschlossene sächsische Armee „gefangen“. Als sich Anfang November 1758 die Reichsarmee und die österreichische Hauptarmee unter Daun der Stadt näherten, ließ der preußische Gouverneur, Generalleutnant Karl Christoph Graf von Schmettau, die Pirnaische und später (1759) auch die Wilsdruffer Vorstadt abbrennen. Nach der Schlacht bei Kunersdorf erschienen die feindlichen Truppen am 26. August 1759 vor Dresden, verdrängten die Preußen zunächst aus der Neustadt und nahmen nach einer von diesen am 4. September geschlossenen Kapitulation Besitz von der ganzen Stadt. Die härtesten Leiden aber trafen die Stadt bei der erfolglosen Belagerung und dem Bombardement durch die Preußen unter Friedrich dem Großen selbst im Juli 1760.

### Nach dem Siebenjährigen Krieg

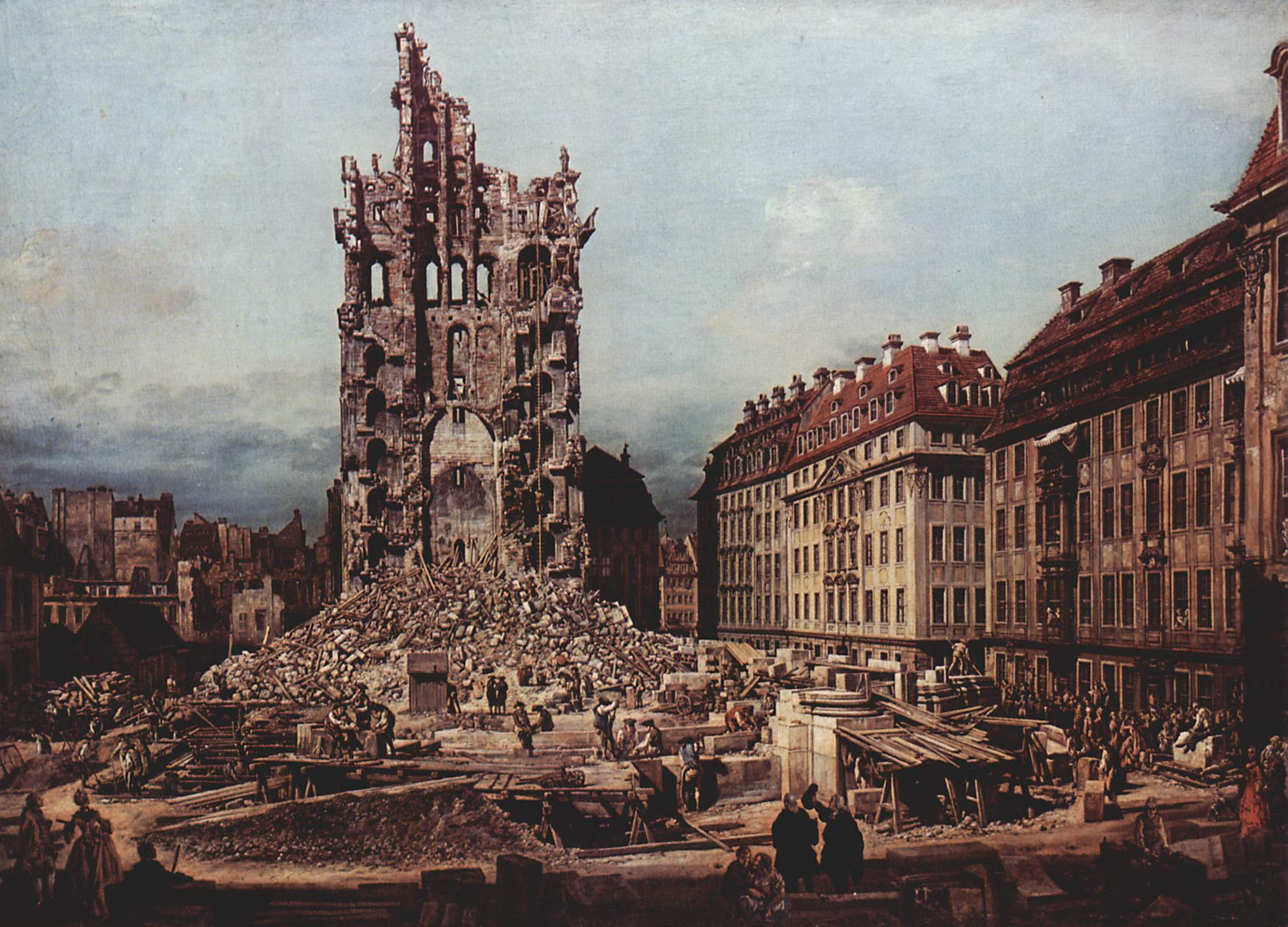
Abriss der Kreuzkirche (1765)

Kurfürst Friedrich August III. (1763–1827) folgte als dritter Sohn von Friedrich August II. dem Kurfürsten Friedrich Christian, der nur 74 Tage regierte, auf den Thron nach. Aufgrund seiner Minderjährigkeit stand deshalb Sachsen zunächst bis 1768 unter der vormundschaftlichen Regierung des Prinzen Xaver. In der Vormundschaftszeit wurde die Stadt zunächst wiederhergestellt, und auch erweitert und 1764 die Akademie der Künste gegründet. Dennoch erholte sich die Stadt wirtschaftlich nur sehr langsam, es dauerte 60 Jahre, ehe die Bevölkerungszahl wieder auf dem Stand vor Ausbruch des Siebenjährigen Krieges war.
Friedrich August brachte nach seiner Volljährigkeit dann zur Vollendung, was sein Vormund begonnen hatte. Die Französische Revolution führte viele Emigranten nach Dresden, noch mehr aber die letzte Teilung Polens.

### Napoleonische Zeit
Nachdem die Sächsische Armee am 14. Oktober 1806 in der Schlacht bei Jena an der Seite Preußens geschlagen worden war, besetzte der französische General Thiard am 25. Oktober Dresden. Doch am 20. Dezember, nachdem der Kurfürst dem Rheinbund beigetreten war und in Sachsen die Königswürde angenommen hatte und nunmehr als Friedrich August I. regierte, wurde Dresden sächsische Königsstadt. Während des Kriegs mit Österreich 1809 war Dresden mehrmals für kurze Zeit von den Österreichern unter Karl Friedrich am Ende besetzt. Im Jahr 1810 begann man mit Abtragung der Festungswerke, doch diese Arbeit wurde beim Ausbruch des Russisch-Französischen Kriegs unterbrochen.
Vom 16. bis 28. Mai 1812 fand die Konferenz von Dresden statt, eine prominente Zusammenkunft Napoleons, des Kaisers von Österreich, des Königs von Preußen und verschiedener anderer Fürsten. Im Jahr 1813 war die Stadt ein Hauptpunkt der Operationen Napoleons, der sich hier an beiden Ufern des Elbstroms mit seinem ganzen Heer aufgestellt und Pirna, den Lilienstein, den Königstein und Stolpen in seine taktischen Überlegungen mit einbezogen hatte, so dass die Gegend einem großen verschanzten Heerlager glich.
Am 13. März rückte der Marschall Davout mit 12.000 Mann von Meißen nach Dresden vor und übernahm dort auch den Oberbefehl. Da vor der Neustadt bereits Scharmützel mit Kosaken stattgefunden hatten, ließ der Marschall am 19. März einen Pfeiler und zwei Bogen der Elbbrücke sprengen und zog mit seinen Truppen ab, worauf die Russen am 22. März Dresden besetzten. Nach der Schlacht bei Großgörschen wurde die Stadt von den Russen geräumt, und am 12. Mai kehrte der König wieder nach Dresden zurück. Die Franzosen befestigten nun die Neustadt, und als im August nach der Kriegserklärung Österreichs an Frankreich der Krieg von neuem ausbrach, blieb Dresden der Mittelpunkt der Bewegungen der französischen Armee und war am 26. und 27. August bei der Schlacht um Dresden den Angriffen der böhmischen Armee ausgesetzt. Dabei gelang Napoleon der letzte Sieg auf deutschem Boden.
Auf die Nachricht, dass Vandamme, der am 25. bei Königstein über die Elbe gegangen war, gegen Pirna vordringe und die Verbindung mit Böhmen bedrohe, traten die Alliierten in der Nacht vom 27. auf den 28. August den Rückweg an. Sie hatten 15.000 Mann an Toten und Verwundeten, über 20.000 Gefangene verloren. Aber auch die Franzosen zählten an Verwundeten allein mehr als 10.000 Mann. Das Herannahen der Verbündeten veranlasste Napoleon und den König von Sachsen, am 7. Oktober die Stadt zu verlassen. In und um Dresden blieb eine Heeresmacht von einigen 30.000 Mann unter St. Cyr und dem Grafen Lobau zurück. Die Stadt, zuerst nur von einer kleinen Heeresabteilung beobachtet, wurde nach der Völkerschlacht bei Leipzig durch den österreichischen General Klenau blockiert. Mangel an Lebensmitteln und heftig auftretende Fieber nötigten Saint-Cyr zur Kapitulation, in welcher ihm freier Abzug bewilligt wurde. Doch Karl Philipp Fürst zu Schwarzenberg versagte derselben seine Einwilligung, und Saint-Cyr musste sich unterwegs mit 35.000 Mann kriegsgefangen geben. Nun rückten die Russen unter dem General Gouriew in die Stadt, und Dresden wurde am 17. November Sitz der russischen Landesverwaltung unter dem Fürsten Repnin-Wolkonski, bis es am 8. November 1814 dem preußischen Gouverneur von der Recke übergeben wurde.

## Neuzeit

### Dresden im Königreich Sachsen

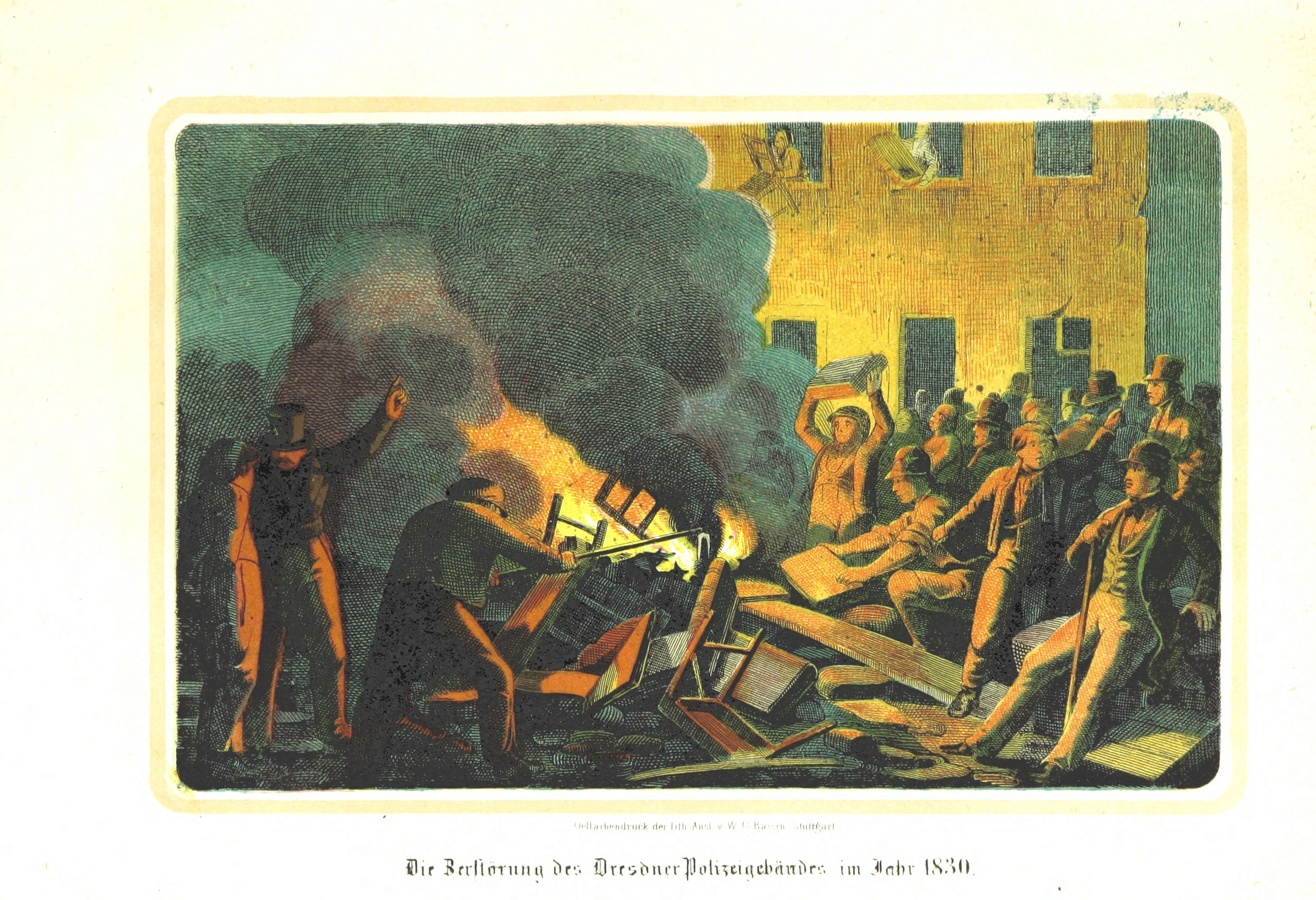
Die Zerstörung des Dresdner Polizeigebäudes im Jahr 1830

Nach dem Frieden und unter der Regierung des am 7. Juni 1815 in sein durch preußische Teilung verkleinertes Land zurückgekehrten Friedrich August I. gewann Dresden allmählich ein immer freundlicheres Ansehen, besonders infolge der Abtragung der Festungswerke, die seit 1817 wieder aufgenommen wurde. Unter der Regierung des Königs Anton (1827–1836) wurde die Gasbeleuchtung eingeführt, die Stadtpost errichtet, die Kavalleriekasernen in der Neustadt, die Altstädtische Hauptwache, das neue Posthaus in der Altstadt und die Ostra-Brücke über Weißeritz in der Friedrichstadt neu erbaut. An neuen wissenschaftlichen Anstalten entstand unter König Anton 1828 die technische Bildungsanstalt, das so genannte Polytechnikum. Die Erweiterung der Stadt auf der Neustädter Seite wurde 1835 zu einem vierten Stadtteil unter dem Namen Antonstadt vereinigt und mit Stadtgerechtigkeit versehen.
Der am 9. September 1830 ausgebrochene Aufstand infolge der Julirevolution in Frankreich hatte für die Stadt insbesondere die Umgestaltung des Polizeiwesens und die Einführung der Städteordnung zur Folge.
Aber nicht mehr nur der königliche Hof bestimmte die Stadtentwicklung, zunehmend waren auch die Wirtschaft und das Bürgertum daran beteiligt. Industriebetriebe entstanden (1836 die Maschinenbauanstalt Übigau), 1825 wurde die Technische Bildungsanstalt gegründet und 1839 mit der Leipzig-Dresdner Eisenbahn die erste deutsche Fern-Eisenbahn in Betrieb genommen.

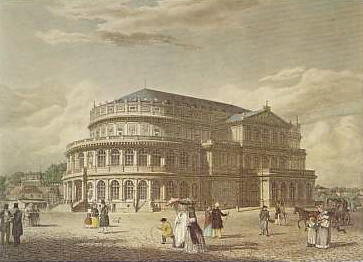
„Die erste Semperoper“ – das Königliche Hoftheater

Auch unter der Regierung König Friedrich Augusts II. (1836–1854) wurde Dresden erweitert und verschönert, namentlich durch das neue Königliche Hoftheater, das königliche Orangeriegebäude und das Belvedere auf der Brühlschen Terrasse. Das Hoftheater brannte am 21. September 1869 nieder. Infolge der Ablehnung der nach der Märzrevolution von 1848 ausgearbeiteten deutschen Reichsverfassung seitens des Königs von Sachsen kam es am 3. Mai 1849 zum Dresdner Maiaufstand und Barrikadenkampf, der am 9. Mai von sächsischen und preußischen Truppen niedergeschlagen wurde. Vom 23. Dezember 1850 bis 15. Mai 1851 fanden hier die Ministerialkonferenzen der deutschen Staaten statt.

### Industrialisierung

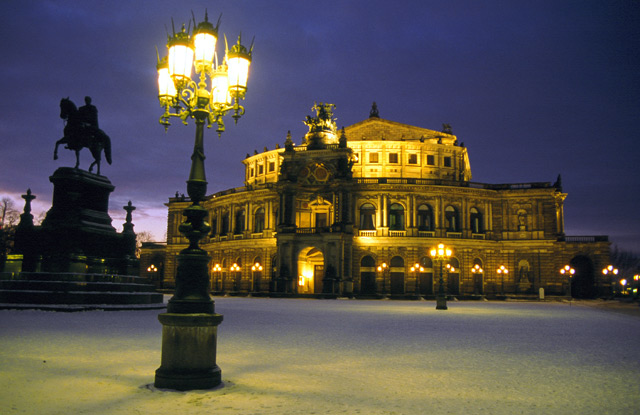
„Die zweite Semperoper“ – von Gottfried Semper entworfen und unter der Leitung seines Sohnes Manfred Semper gebaut

Mit dem Beginn der Industrialisierung verstärkte sich das Bevölkerungswachstum. Lebten um 1800 noch rund 62.000 Menschen in der Stadt, so überschritt zur Zeit des Deutschen Bundes (1815–1866) die Einwohnerzahl die Grenze von 100.000, wodurch 1852 die Hauptstadt des Königreichs Sachsen zur Großstadt wurde. Dresden zählt damit nach Berlin (seit 1747), Hamburg (1787) und Breslau (1840) neben München und Köln (ebenfalls seit 1852 Großstädte) zu den ältesten deutschen Großstädten. Bis 1880 wuchs die Bevölkerung auf über 220.000 und Ende 1905 hatte sich die Zahl in 25 Jahren auf fast 517.000 mehr als verdoppelt. Der bis heute höchste Wert in der Geschichte Dresdens wurde 1933 mit 649.252 Einwohnern erreicht.

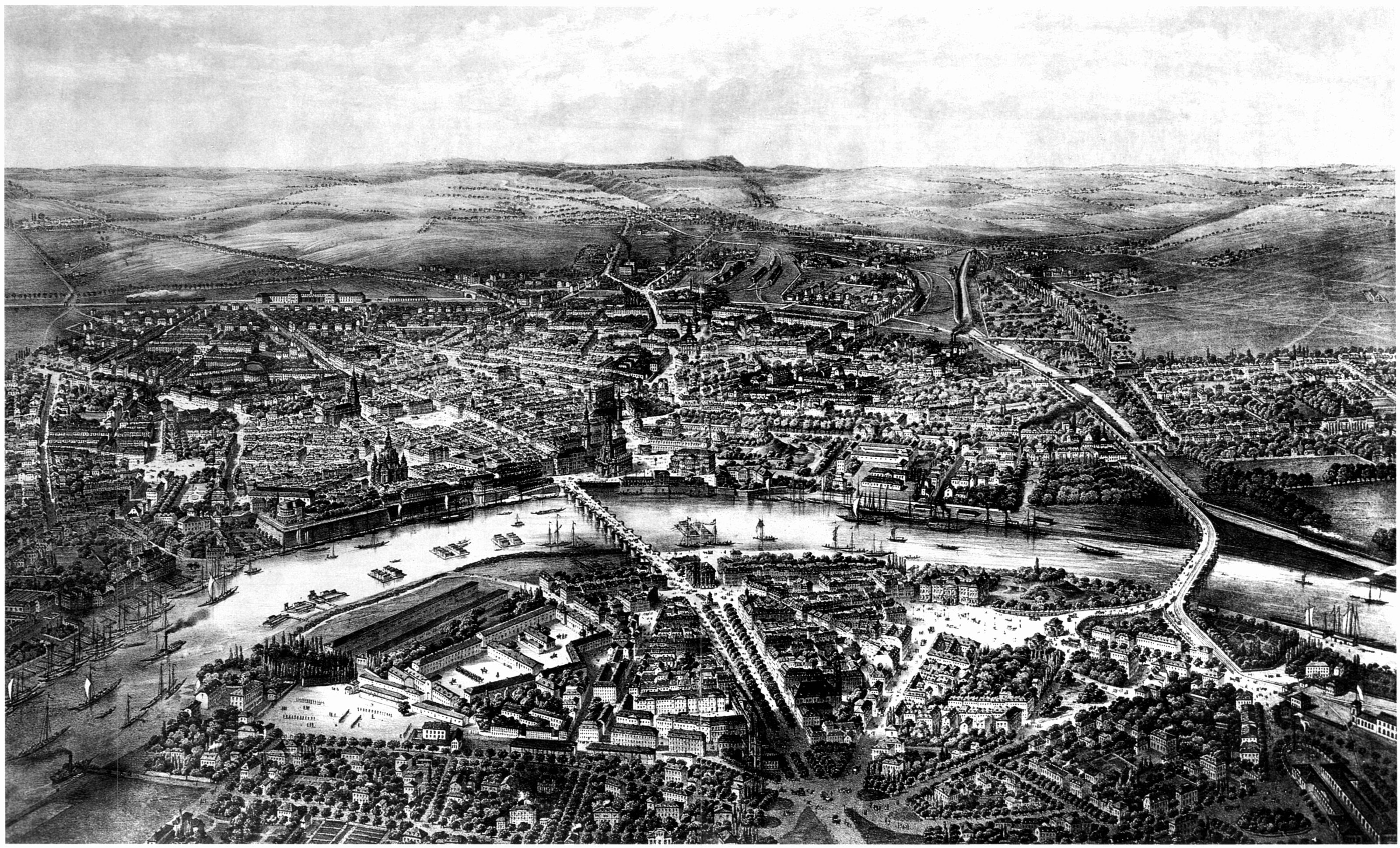
Luftbild ca. 1865

Unter der Regierung des Königs Johann (1854–1873) nahm Dresden hinsichtlich seiner inneren und äußeren Entwicklung und Verschönerung einen bedeutenden Aufschwung.
Das Innere der Stadt wurde durch zahlreiche Neubauten verschönert, und mit dem schnellen Wachstum der Bevölkerung Schritt haltend, strebten die Vorstädte mit ihren Villen immer mehr einer engeren Verbindung mit den nächstliegenden Ortschaften entgegen. Die Ereignisse des Jahres 1866, als Dresden von preußischer Seite als strategischer Punkt mit einem starken, die weitere Entwicklung ernstlich bedrohenden Schanzengürtel umgeben wurde, der in neuester Zeit seinen bedenklichen Charakter wieder verloren hat, haben dieses Aufblühen nur auf kurze Zeit zu hemmen vermocht.
Auch die Wirtschaft wuchs sehr rasch, in den Jahrzehnten nach 1850 entstanden die für Dresden typischen Industriezweige Feinmechanik (Universelle, Seidel & Naumann), Optik (Ihagee, Ernemann, ICA – ab 1926 Zeiss Ikon) sowie die Genussmittel Schokolade (Hartwig & Vogel, Jordan & Timaeus) und Zigaretten (Jasmatzi & Söhne). Am östlichen Rand der Friedrichstadt wurde 1909 die Zigarettenfabrik Yenidze (Marke Salem) fertiggestellt. Das noch heute weithin sichtbare Gebäude im Stil einer Moschee hat eine Gesamthöhe von 62 Metern.

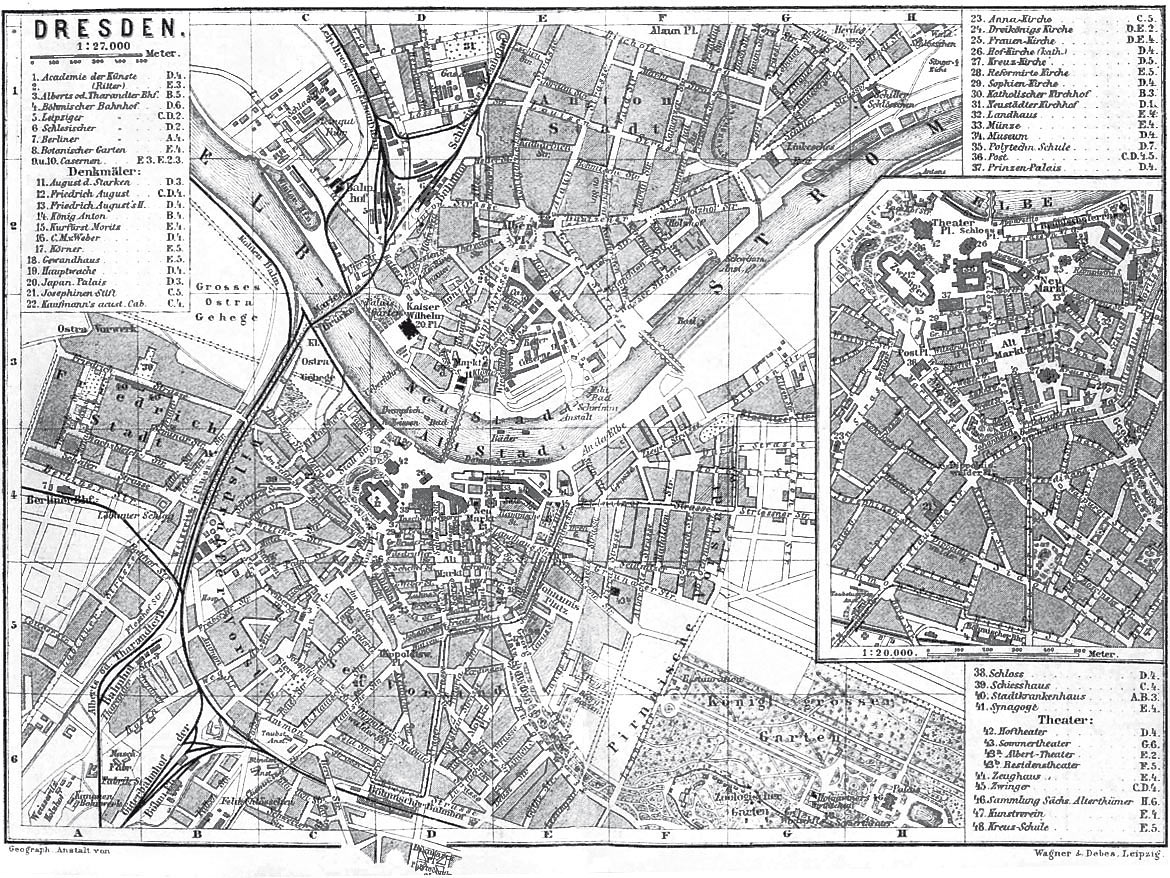
Karte von Dresden im Jahr 1876

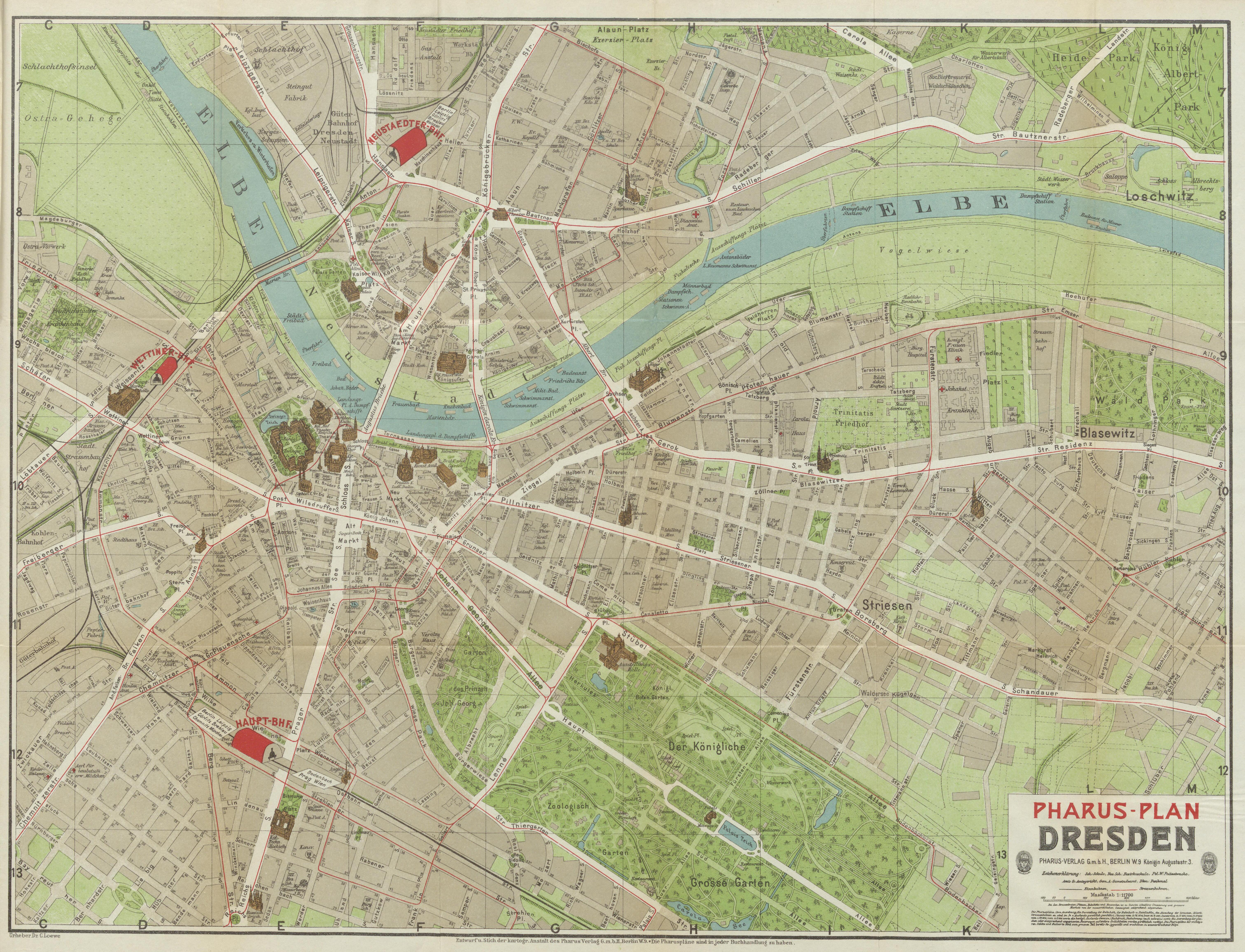
Pharus-Plan von Dresden, um 1906/1907

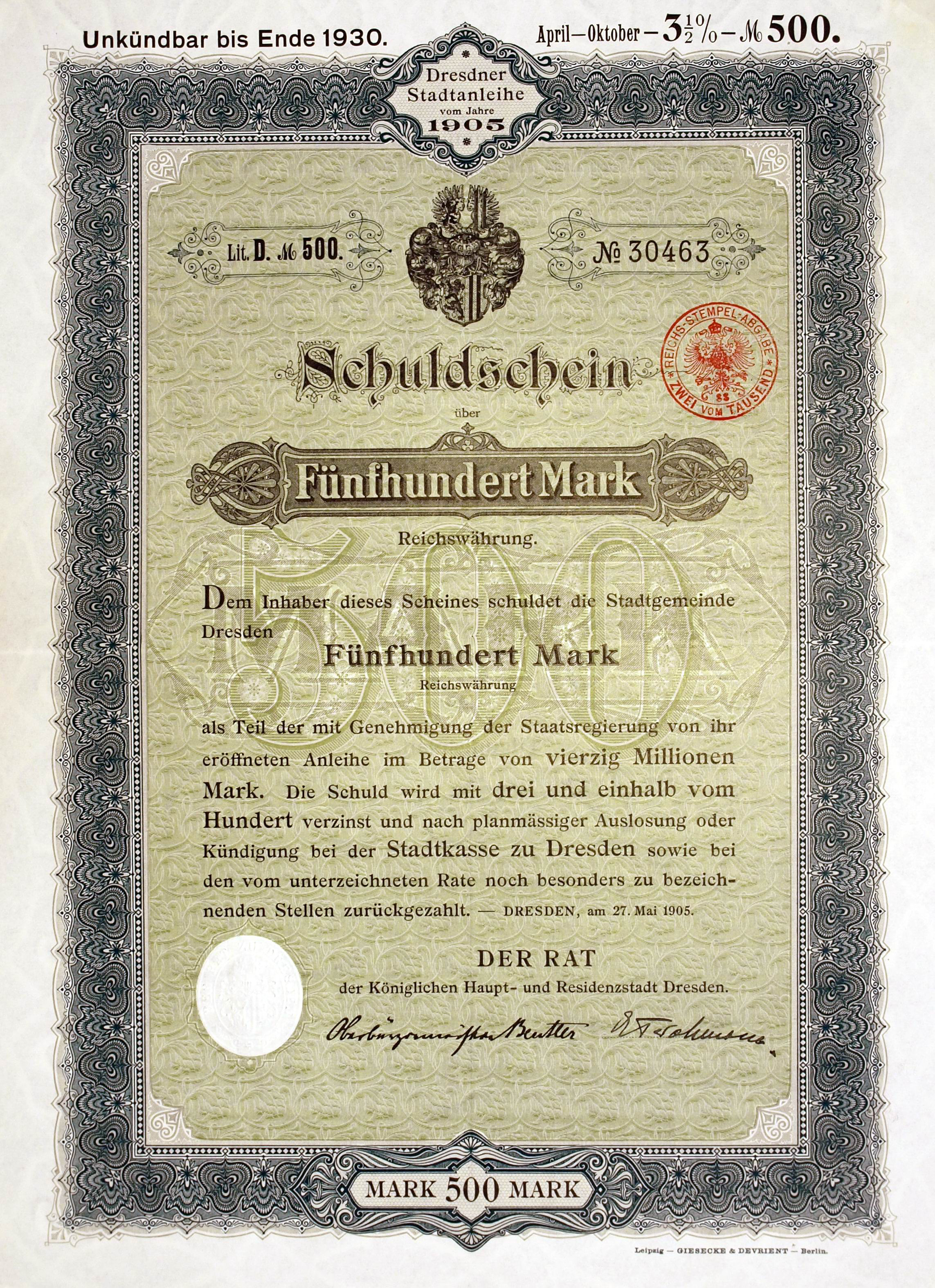
Schuldschein über 500 Mark der Stadtgemeinde Dresden vom 27. Mai 1905

Nach der Deutschen Reichsgründung 1871 beherbergte die Stadt eine der größten Garnisonen im Deutschen Kaiserreich. Für das sächsische XII. Armee-Korps wurden mehrere Kasernen gebaut (vor allem der umfangreiche Komplex Albertstadt im Norden der Stadt).
Die Dresdner Pferdestraßenbahn eröffnete 1872 ihre erste Linie. Die „zweite“ Semperoper wurde 1878 eingeweiht. Besonders in der Zeit der Belle Époque um die Jahrhundertwende (Fin de Siècle) folgten eine Vielzahl Bauten der öffentlichen Verwaltung wie das Ministerialgebäude von 1904 (heute Sächsische Staatskanzlei) oder das Neue Rathaus (1910). Umfangreiche Verkehrsbauten veränderten das Gesicht der Stadt: Bahnlinien und Bahnhöfe, zusätzliche Elbbrücken, wie 1893 die Loschwitzer Straßenbrücke („Blaues Wunder“) und die 1901 fertiggestellte Marienbrücke für den Eisenbahnverkehr, wurden gebaut und der Alberthafen Dresden-Friedrichstadt errichtet.
Zur Jahrhundertwende war Dresden dank vieler Eingemeindungen mit 400.000 Einwohnern die fünftgrößte Stadt im Deutschen Reich und trotz der stürmischen Entwicklung konnte das Stadtbild durch behutsame Bauvorschriften seinen Reiz bewahren.

## 20. Jahrhundert

### Nach dem Ersten Weltkrieg
Die Novemberrevolution von 1918 zwang auch König Friedrich August III., der seit 1904 regiert hatte, zum Abdanken. Der Freistaat Sachsen wurde gebildet. Anfang der Zwanziger wurden sehr viele Ortschaften um Dresden herum eingemeindet. Während der politisch stabileren zweiten Hälfte der zwanziger Jahre entstanden bedeutende bauliche und kulturelle Leistungen.
Otto Dix und Oskar Kokoschka waren wichtige Lehrer der Kunstakademie, mit Mary Wigman und Gret Palucca begann in Dresden die Geschichte des europäischen Ausdruckstanzes. Das Deutsche Hygienemuseum, 1912 nach der I. Internationalen Hygiene-Ausstellung von dem Dresdner Unternehmer und Odol-Fabrikanten Karl August Lingner gegründet, zog 1930 in den heutigen Bau am Blüherpark.

### Zeit des Nationalsozialismus
Dann setzte die Machtübernahme der NSDAP 1933 den progressiven kulturellen Traditionen der Stadt ein Ende. Die brutale Unterdrückung der politischen Gegner gipfelte in den Misshandlungen und der Deportation der jüdischen Einwohner Dresdens.
Im Mai 1939, noch vor Beginn des Zweiten Weltkrieges, lag Dresden mit über 630.000 Einwohnern auf der Liste der größten Städte im „Großdeutschen Reich“ auf dem achten Platz, wobei Wien mit berücksichtigt ist. Der Raum Dresden blieb bis zum August 1944 im Luftkrieg des Zweiten Weltkriegs von Angriffen verschont, weil er noch außerhalb der Reichweite alliierter Bomber lag. Im Herbst 1944 war die sächsische Metropole im Deutschen Reich einer der letzten intakten Industriestandorte, dazu Garnisonsstadt und der Eisenbahnknoten Dresden wichtiger Verteiler für Transporte der Wehrmacht in Richtung Ostfront.
Im Jahr des Machtantritts der Nationalsozialisten waren unter den 642.143 Einwohnern 4397 Juden, zwölf Jahre später waren es nur noch 41.

#### Judenverfolgung
„Arisierungen“ und Verfolgung bis 1938

1938 weitete sich die Verfolgung der Juden auch in der Gauhauptstadt Dresden aus. Zum Auftakt der Propagandawelle „Aufklärungsfeldzug Völkerfrieden oder Judendiktatur“ forderte Gauleiter Martin Mutschmann auf einer Kundgebung im „Weißen Adler“ am 31. Januar 1938 vor über 2000 NSDAP-Funktionären, dass man sich „von der jüdischen Weltpest befreien“ müsse, und gab gleichzeitig Maßnahmen bekannt, mit denen jüdische Kurgäste vom Bad Weißer Hirsch vertrieben werden sollten. Im März wurden „Sachen und Rechte“ der Stiftung der Israelitischen Religionsgemeinde Dresden, der aufgelösten Fraternitasloge und dem israelitischen Frauenverein vom Land Sachsen eingezogen. Vermögen der Bürger jüdischen Glaubens musste angemeldet werden, und das Tragen des Judensterns wurde Pflicht. Die Tyrannisierungswelle fand ihren vorläufigen Höhepunkt 1938 in den Novemberpogromen.
Zwischen 1933 und 1938 wurden folgende Dresdner Privatbanken und Unternehmen im jüdischen Besitz enteignet („arisiert“):
| Enteignetes Unternehmen   | Jahr der Enteignung | Nutznießer                                |
| ------------------------- | ------------------- | ----------------------------------------- |
| Bankhaus Gebrüder Arnhold | 1935                | Dresdner Bank (Dresdner Stammhaus)        |
| Bankhaus S. Mattersdorf   | 1936                | Allgemeine Deutsche Credit-Anstalt (ADCA) |
| Bankhaus Bondi & Maron    | 1937                | Deutsche Bank                             |
| Bankhaus Gebr. Arnhold    | 1938                | Dresdner Bank/Hardy&Co. (Berlin)          |

 Novemberpogrome 1938, erste Deportationen

Am Donnerstag, dem 27. Oktober 1938 verfügte das Auswärtige Amt die vollständige Ausweisung aller Juden polnischer Staatsangehörigkeit. Noch am selben Abend begannen in Dresden in aller Öffentlichkeit die Deportationen. Die Gestapo verhaftete in dieser Nacht alle polnischen Juden, derer sie habhaft werden konnte, und brachte sie in die Polizeireviere. Allein in das 3. Polizeirevier Johannstadt wurden bis zum darauffolgenden Morgen laut einer Augenzeugin etwa 500 Menschen gebracht, und um 11 Uhr ohne Schlaf oder Essen mit offenen Lastwagen im Regen zum Bahnhof Dresden-Neustadt gefahren. Um 16 Uhr wurden sie auf einen Zug verladen und unter SS-Begleitung nach Polen transportiert, um dort hinter der Grenze in den frühen Morgenstunden des Samstages auf freiem Felde zum Aussteigen gezwungen zu werden. Insgesamt wurden bei dieser ersten Aktion 724 polnische Juden aus Dresden und 2804 aus ganz Sachsen nach Polen gebracht. Die Spuren vieler von ihnen verlieren sich heute in den Ghettos oder Vernichtungslagern des ein Jahr später besetzten Polens. Ihre Grundstücke und Konten gingen nach 1939 an die Treuhandstelle Ost.
Ab dem 7. November 1938 lief eine Propagandawelle durch die örtlichen Zeitungen. Am Abend und in der Nacht kam es zu – angeblich spontanen – Kundgebungen in der gesamten Stadt. Die größte Kundgebung fand auf dem Rathausplatz statt, mit anschließendem Marsch über die König-Johann-Straße, Altmarkt, Prager Straße bis zum Hauptbahnhof. Die Synagoge wurde in Brand gesetzt. Ihre Ruine ließ man sprengen; die Kosten für den Abbruch wurden der israelitischen Gemeinde in Rechnung gestellt. Zwischen dem 10. und 14. November wurden mindestens 151 Dresdner Juden, darunter auch berühmte und vermögende Bürger, in das Pogrom-Sonderlager des KZ Buchenwald gebracht, weitere ins KZ Sachsenhausen transportiert. Eine nicht weiter bezeichnete Zahl wurde in der Haftanstalt Mathildenstraße und weitere im Polizeigebäude Schießgasse eingesperrt.
 Konzentrierung in „Judenhäusern“

Dem am 30. April 1939 in Kraft getretenen „Gesetz über Mietverhältnisse mit Juden“, das den Mieterschutz für Juden aufhob und Juden verpflichtete, wohnungslose Juden bei sich aufzunehmen, folgte ab Herbst 1939 die Konzentration von Juden in sogenannten „Judenhäusern“. Es waren zunächst 37 Judenhäuser in Dresden bekannt. Durch die „Verordnung über die reinliche Scheidung zwischen Juden und Ariern in Dresden“ von 1940 wurden Juden, die noch eigene Wohnungen innehatten, gezwungen, bis zum 31. März 1940 auszuziehen und sich Platz in den verbliebenen 32 Judenhäusern suchen („um Störungen der öffentlichen Sicherheit und Ordnung zu vermeiden“).

#### Verkehr
In Dresden kreuzten sich die Bahnstrecken nach Prag, Berlin, Leipzig, Nürnberg und Breslau. Der Bahnverkehr der gesamten Großregion Berlin – Leipzig – Dresden wurde 1944 im Wesentlichen über den Rangierbahnhof Friedrichstadt, den Neustädter Güter- und Personenbahnhof sowie den Hauptbahnhof abgewickelt. In der Friedrichstadt lag zudem das Reichsbahnausbesserungswerk. Bedeutung besaß auch der Alberthafen und die Bahnstrecke Dresden–Werdau, die über den Kohlenbahnhof die Industriebetriebe in Dresden und Freital mit Kohle aus dem Zwickauer Revier versorgte. Dresden war der drittgrößte Bahnumschlagplatz des Reiches.

#### Industrie
Nach Auswertungen der United States Army Air Forces (USAAF) waren im Februar 1945 „mindestens 110“ Fabriken und Unternehmen ansässig, die „legitime militärische Ziele“ darstellten. 50.000 Arbeiter seien allein in der Rüstungsindustrie beschäftigt gewesen, darunter auch Zulieferindustrie für den Flugzeugbau. Nach lokalen Quellen gab es Chemische Industrie in Niedersedlitz, die Waffenfabrik Lehmann, die Optischen Werke, v. a. Zeiss Ikon an der Schandauer Straße, Junghansstraße und Bärensteiner Straße sowie das Goehle-Werk in Pieschen, den Stahlbau Kelle & Hildebrandt in Großluga, Koch & Sterzel in Mickten, Seidel & Naumann, Universelle und andere Rüstungsbetriebe. Radio-Mende und das Sachsenwerk fertigten Funktechnik für die Wehrmacht. Avus und MIAG produzierten mit Kriegsgefangenen in Leuben, die auf dem Gelände des MIAG-Werkes (vorm. Mühlenbauanstalt und Maschinenfabrik Gebr. Seck) in Zschachwitz interniert waren. Zwangsarbeiter aus dem KZ Flossenbürg und anderen Konzentrationslagern mussten in der Industrie arbeiten.

#### Militär
Nördlich der Äußeren Neustadt wurde als Militärstadt in den 1870er Jahren die Albertstadt errichtet und bis 1939 weiter ausgebaut. Es bestanden weitläufige Kasernenkomplexe inklusive Versorgungseinrichtungen mit Gleisanschluss, wie Heeresbäckerei und Metallverarbeitungsbetriebe oder einfache Handwerksbetriebe sowie Exerzierplätze, Kanonenschussbahnen und die Heeresoffizierschule. Auch in Mickten, Johannstadt und Strehlen wurden Kasernen eingerichtet. Mitte der 1930er Jahre erfolgte der Bau des Flughafens Klotzsche und der gleichnamigen Luftkriegsschule. Ab 1940 wurde der Platz ausschließlich militärisch genutzt.
Nach dem Ende des Kaiserreiches wurde in der Weimarer Republik ab 1921 die Reichswehr in Dresden stationiert und die Stadt in der NS-Zeit ein weiteres Mal militärisch ausgebaut. Dresden war Sitz des Wehrkreiskommandos IV der Wehrmacht. In Strehlen südöstlich der Innenstadt wurde 1938 der Gebäudekomplex des Luftgaukommandos IV fertiggestellt. Zwischen Lockwitz und Nickern entstand ab 1939 ein weiterer ausgedehnter Kasernenkomplex der Luftwaffe; der Bau des dazugehörigen Flugplatz wurde jedoch nach Kriegsausbruch eingestellt und die Gebäude für Schulungszwecke verwendet.
1939 standen im Wehrkreis IV ca. 20.000 Mann des IV. Armeekorps der 6. Armee in Dresden. Nach Kriegsbeginn 1939 wurden die aktiven Truppenteile an die Front abkommandiert und die Kasernen mit Truppen des Ersatzheeres aufgefüllt. Im weiteren Kriegsverlauf wurde die Garnisonsstadt Dresden zu einer Lazarett- und Versorgungsstadt, in der auch Ballhäuser, Gaststätten und die Elbdampfer der Weißen Flotte zu Lazaretten und Lagern umfunktioniert wurden. Dresden war 1944/1945 die letzte intakte Garnisonsstadt im Rücken der Ostfront. Im Januar 1945 waren nur noch halb ausgebildete Soldaten und die Truppen des Volkssturms in der Stadt und große Teile der um Dresden stationierten Flak wurden zum Kampf gegen die Rote Armee (Niederschlesische Operation) an die nahe Ostfront verlegt.

#### „Verteidigungsbereich Dresden-Riesa“, „Festungsbereich Dresden“
Im November 1944 wurden in Dresden zehn Bataillone des Volkssturms rekrutiert und vereidigt. Unter ihnen Einheiten zum Schanzenbau, Panzerjagdkommandos, Nachrichteneinheiten. Sämtliche LKW in Dresden wurden mit Fahrern in zwei Volkssturm-Transport-Bataillonen zusammengefasst. Einzelne Bataillone wurden im Januar an die Ostfront abkommandiert, der Großteil blieb jedoch in Dresden kaserniert und wurden wie Heeresoffiziere auch in Schulen ausgebildet. Da die Bewaffnung nach der Versorgung der Wehrmacht, SS und Polizei nicht mehr für die ca. 20.000 Mann starken Truppen aus Volkssturm und Hitler-Jugend reichte, wurden sie zum Stellungsbau abkommandiert.

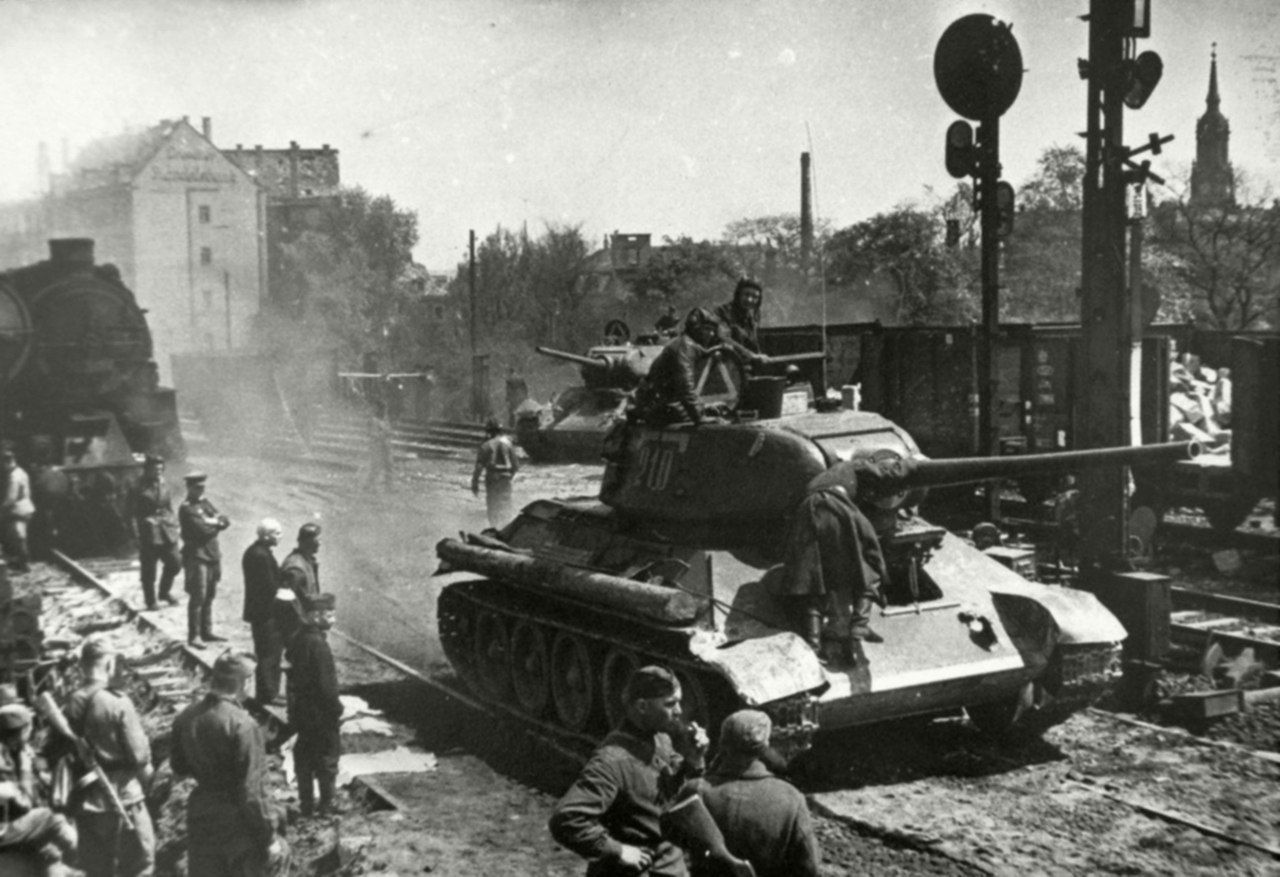
Sowjetische Panzer auf der Marienbrücke in Dresden (April/Mai 1945)

Bereits am 1. Dezember 1944 befahl Generaloberst Heinz Guderian die Errichtung des Verteidigungsbereiches Dresden-Riesa. Dieser Befehl wurde vorerst geheim gehalten und erst im April 1945 veröffentlicht. Rund um die Stadt sollten Panzersperren, Panzergräben, Schützengräben, Artilleriestellungen und Minenfelder angelegt werden. Die Behörden in der Stadt wurden dem Befehl des Korpsstab unterstellt. Da die deutschen Militärs den Vormarsch der Roten Armee bis an die Elbe erwarteten, sollte die Elbe von Hamburg nach Prag die letzte deutsche Verteidigungslinie darstellen.
Nach dem Einsetzen des Lubliner Komitees durch die Sowjets in Konkurrenz zur geplanten Nachkriegsregierung in London sowie durch die Kämpfe der kommunistischen Partisanen gegen britische Truppen in Griechenland unterlagen deutsche Militärs der Illusion, dass die Anti-Hitler-Koalition zerfallen könnte. Für die Elblinie wurde der Befehl ausgegeben: „Halten bis zum letzten!“.
Noch am 7. Mai 1945, einen Tag vor der bedingungslosen Kapitulation, wurden die Albertbrücke, Carolabrücke und Augustusbrücke durch die Wehrmacht gesprengt.

#### Luftangriffe

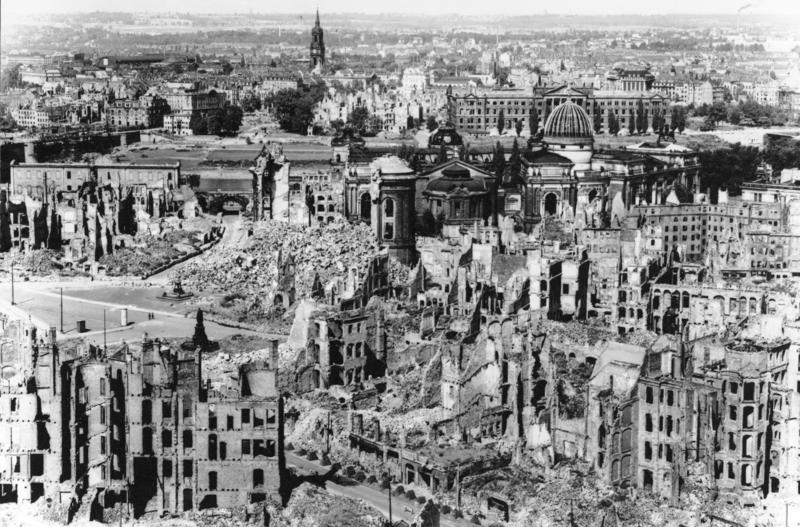
Das zerstörte Stadtzentrum, 1945

Von August 1944 bis April 1945 gab es mehrere Luftangriffe auf Dresden und Umgebung, die meist den Industrie- und Verkehrsanlagen der Garnisonsstadt und des industriell entwickelten Elbtals galten. In der kollektiven Erinnerung sind dabei besonders die Angriffe vom 13. und 14. Februar 1945 haften geblieben, bei denen die Innenstadt auf 15 km² fast vollständig zerstört wurde. Johannstadt, die Innere Neustadt, Striesen, Teile der Südvorstadt und Zschertnitz sowie Strehlen wurden in Brand gesetzt und schwer beschädigt. Weniger stark traf es die Äußere Neustadt. Mickten, Pieschen und Übigau bekamen nur wenige Treffer. Die Zahl der Getöteten ist bis heute umstritten. Eine von der Stadt Dresden eingesetzte Historikerkommission stellte Anfang 2010 eine nachgewiesene Mindestzahl von 22.700 und eine angenommene Höchstzahl von 25.000 Opfern fest. Von den 222.000 Wohnungen Dresdens wurden beim Luftangriff 60.000 völlig zerstört, 11.000 schwer beschädigt, 7000 mittelschwer und 81.000 leicht. Die im Februar 1945 nur beschädigten kriegswichtigen Bahnanlagen wurden erst durch einen erneuten Angriff 17. April 1945 vollständig funktionsuntüchtig. Die Industriebetriebe waren weitgehend lahmgelegt.
Regelmäßig tauchen bis heute verfälschende oder dramatisierende Darstellungen der Angriffe auf, die eine ideologische Instrumentalisierung begünstigen. Diese Instrumentalisierung begann schon wenige Tage nach dem Angriff durch die Propaganda der Nationalsozialisten und wurde schon in den ersten Nachkriegsjahren von den Sowjets als nützlich erkannt. Hinzu kommen Berichte aus falscher Erinnerung traumatisierter Augenzeugen. Dieser emotionale erzählerische Kern hat sich im kollektiven Gedächtnis verfestigt und ist bis heute weltweit konstant und sprichwörtlich geworden. Die Bombardierung Dresdens ist im Englischen zu einer festen Wendung geworden: like Dresden wird gedankenlos gebraucht, um ein verheerendes Feuer oder die Zerstörung von Kulturgütern zu beschreiben.
Falsch ist die Legende, Dresden wäre die im Krieg am meisten zerstörte Stadt gewesen. Diese Behauptung trifft nicht einmal im Vergleich mit den deutschen Städten wie Berlin oder Hamburg zu. Beim Luftangriff auf Pforzheim am 23. Februar 1945 starben in der im Vergleich zu Dresden relativ kleinen Stadt 17.600 Menschen, ein Drittel der damaligen Einwohner; 98 % der Gebäude wurden zerstört. Allerdings wurden bei den Angriffen auf Dresden besonders viele Kulturgüter zerstört. Falsch sind ebenso Darstellungen von Tieffliegerangriffen auf flüchtende Menschen, der Einsatz von Napalm oder vom „Abregnen von Phosphor“ über der Stadt. Weitere überlieferte Darstellungen wurden widerlegt und gelten heute als falsch. Dazu gehören die von Neutzner „Konstanten“ genannten dramaturgischen Elemente der Erzählung, die Angriffe würden als plötzliche, unerwartete, sinnlose Zerstörung einer einzigartigen und unschuldigen Stadt kurz vor dem Ende des Krieges beschrieben. Die als prächtige Residenzstadt weithin bekannte, nahezu unbeschädigte Stadt war aber auch im Februar 1945 noch ein kriegswichtiges Ziel und nicht allein „die unschuldige Kulturschöne“.
Bis heute benutzen vorwiegend Rechtsradikale diese Mythen und die übertriebenen Angaben über die Anzahl der Toten und den Zerstörungsgrad der Stadt. Diese Geschichtsverfälschungen gipfeln in dem latent antiamerikanischen Vergleich der Luftangriffe mit den Atombombenabwürfen auf Hiroshima und Nagasaki oder gar in der Relativierung des Holocaust.

### 1945 bis 1989

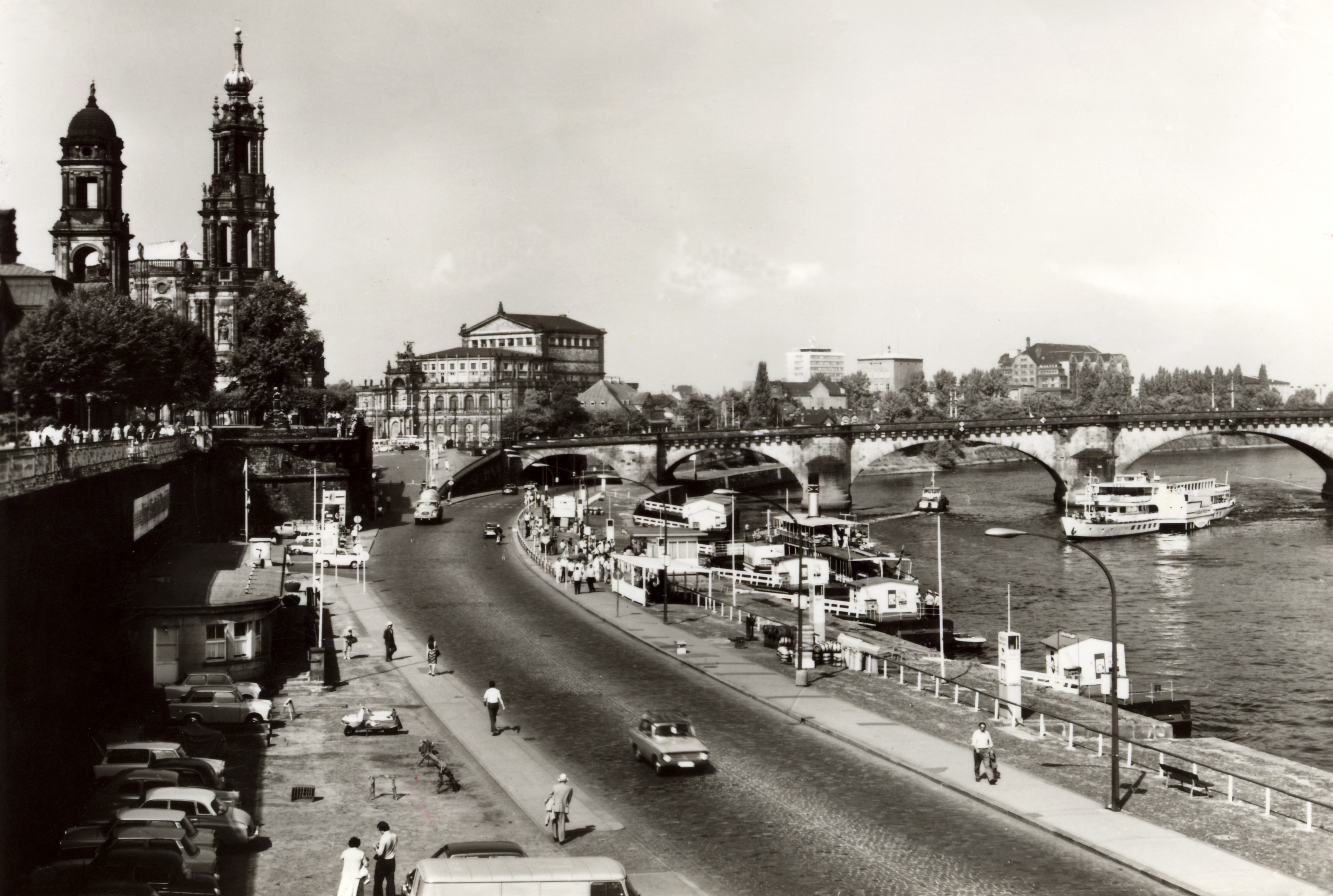
Dresden um 1980

In den ersten Jahren nach dem Krieg wurden einige ausgebrannte Gebäude wie das Zirkusgebäude Sarrasani gesprengt. Der Wiederaufbau bzw. die Rekonstruktion wichtiger historischer Baudenkmäler wie Zwinger, Hofkirche und Albertinum dauerte bis in die 1960er Jahre; die Semperoper konnte erst Anfang 1985 wiedereröffnet werden. Manche Gebäude waren noch in solchem Zustand, dass bereits kurz nach Kriegsende wieder eine Nutzung möglich war, wie das Große Haus des Staatstheaters an der Ostra-Allee. Frühere Soldaten wurden verpflichtet, die zwischen März und Mai 1945 in Stellungen vergrabenen Minen sowie Blindgänger zu entschärfen.
Gesprengt wurden Barockhäuser an der Großen Meißner Straße. Das Stadtzentrum wurde durch Zehntausende Freiwillige im Rahmen des Nationalen Aufbauwerkes von den Trümmern beräumt. Noch bis in die 1950er Jahre lagen in der Inneren Neustadt die Trümmerberge an den freigelegten Straßenverläufen, und auch im Zentrum waren die Ruinen der alten Kaufhäuser in der Prager Straße nicht abgeräumt. Eine besondere Ruine („ausländisches Kapital“) wurde bis in die 1960er als „Gaststätte Gambrinus“ genutzt.
Auch noch in den 1960er Jahren erfolgte der Abrisse historisch wertvoller Ruinen, stellvertretend steht hier die Sprengung der ausgebrannten Sophienkirche 1962. Diese musste mit dem Bau weiterer moderner Wohn- und Repräsentationsbauten im Stadtzentrum einer Großgaststätte („Fresswürfel“) weichen. Zu dieser Zeit erfolgte der Ausbau der Ernst-Thälmann-Straße und des Altmarktes (1955 Grundsteinlegung) zu einer sozialistischen Großstadt. Im Gegensatz zum bereits 1950 erbauten (vormaligen Centrum-)Kaufhaus erfolgte nun eine historisierende Bauform. Überliefert und unbelegt ist das Motto der Stadtplanung, die den Wiederaufbau leitete: „Eine sozialistische Metropole braucht weder Barock noch Kirchen.“ Bei einem Besuch Walter Ulbrichts (1963) wurde auch die am Altmarkt begonnene, an die Historie angepasste Bauweise nochmals gebrochen.
Von besonderer Wichtigkeit für die Situation in Dresden war die Frauenkirche. Die Trümmer der Ruine wurden zusammengeräumt und seit 1947 inventarisiert, Steine geborgen, um die Möglichkeit des Wiederaufbaus zu prüfen. Entgegen den Empfehlungen des Denkmalschutzamtes wurde sie nicht wiederaufgebaut und die Arbeiten 1949 eingestellt. 1959 wurden sogar 600 m³ des Trümmerberges als Uferbefestigung an die Elbe gebracht. Von der Sprengung blieb sie jedoch verschont und wurde als „Mahnmal“ gesichert.
Während der DDR-Zeit wurden viele Straßen umbenannt. Diese bekamen nach 1989 meist wieder ihre alten Namen. Neue Namen waren zum Beispiel: Salvador-Allende-Platz (Münchner Platz), Fučikplatz (Straßburger Platz) und Juri-Gagarin-Straße (früher Reichsstraße, jetzt Fritz-Löffler-Straße). Die Königsbrücker Straße wurde nach Otto Buchwitz in Otto-Buchwitz-Straße umbenannt.
Ab 1972 entstanden am Rande der Stadt die neuen Ortsteile Prohlis und Gorbitz, im Rahmen des Wohnungsbauprogramms wurden hier Großsiedlungen mit Plattenbauten errichtet, um den nach wie vor bestehenden Wohnungsbedarf zu decken. Bereits ab den 1960er Jahren entstanden auch in der Innenstadt Wohnviertel mit Plattenbauten auf den enttrümmerten alten Stadtquartieren, in Johannstadt und in der Schandauer Straße. Während Neubauten in großem Umfang gebaut wurden, verfielen zwangsläufig die Altbauten, insbesondere in Dresden-Neustadt (Jugendstilwohnungen) mehr und mehr. Diese Bauten aus vorgefertigten Teilen (Platten) waren andererseits wichtig, um den unbedingt benötigten Wohnungsbedarf mit schneller Errichtung und zu preiswerten Kalkulationen zu erreichen.
Noch zu Beginn der 1960er Jahre befanden sich riesige Mengen an Trümmerschutt im Stadtgebiet. Im Betonwerk Gerokstraße wurde daraus gewonnener Ziegelsplitt für Großblockbauten als ökonomische Lösung genutzt. Allerdings sorgte auch eine zentrale Planung für zusätzliche Bürokratie und Schwierigkeiten.
Völlig neu gestaltet wurde die Prager Straße als breite Fußgängerzone mit mehreren Springbrunnen und freiem Blick vom Hauptbahnhof bis zum Altmarkt mit dem Kulturpalast an der Wilsdruffer Straße. Anfang der 1970er Jahre wurde das Rundkino neu errichtet.

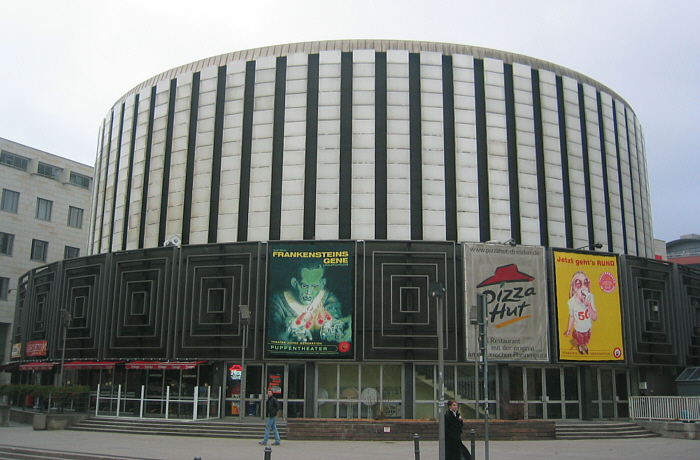
Rundkino

In der Zeit des Kalten Krieges wurde Dresden erneut zu einer wichtigen Garnisonsstadt; so befanden sich dort die Hauptquartiere der 1. Garde-Panzerarmee der Sowjetischen Besatzungstruppen sowie der 7. Panzerdivision der NVA. Die Militärakademie „Friedrich Engels“ und das Armeemuseum der DDR waren ebenfalls in Dresden angesiedelt.
Dresden lag in den 1980er Jahren nach der Zahl der Patentanmeldungen an zweiter Stelle der DDR-Großstädte. Auch gemessen am Lebensstandard stand Dresden nach der Hauptstadt Berlin an zweiter Stelle. Nach den Zerstörungen des Krieges war die Bezirkshauptstadt Dresden mit Unternehmen wie Pentacon und dem Kombinat Robotron wieder eine bedeutende Industriestadt. Dies war Basis der guten Entwicklung nach der Wende.
Die Sächsische Schweiz war Ziel vieler Wochenendausflüge, kleine Stadtgärten mit Wochenendhäusern (Datschen) erlebten eine Blütezeit, Jugendklubs und zahlreiche andere Klubs entstanden.

### 1989 und 1990
Die Wende und friedliche Revolution in der DDR wurde in Dresden vor allem durch die machtvollen Demonstrationen gegen den Bau eines Reinstsiliziumwerkes in Gittersee sowie durch die Aufstellung der „Gruppe der 20“ markiert. Am 4. Oktober 1989 kam es während der ansonsten meist friedlichen Revolution zu gewaltsamen Auseinandersetzungen zwischen Volkspolizei und etwa 3.000 Demonstranten am Hauptbahnhof. Auslöser für diese Unruhen war die nächtliche Durchleitung von Zügen mit Flüchtlingen aus der Prager Botschaft der Bundesrepublik Deutschland. Deren Durchfahrt wurde zuvor in der DDR-Nachrichtensendung Aktuelle Kamera angekündigt. Die Demonstranten wollten durch die Blockade des Bahnhofs teilweise einen Halt der Züge und eine Mitreise erzwingen.
Anmerkung: In Dresden konnten wegen seiner großen Entfernung zu West-Berlin und Bayern größtenteils keine West-Medien empfangen werden, jedoch gab es Ende der 80er Jahre bereits in einigen Stadtteilen Satellitenempfangsanlagen. Der Empfang von West-Medien war in der DDR nicht gesetzlich reguliert und wurde im Allgemeinen geduldet.

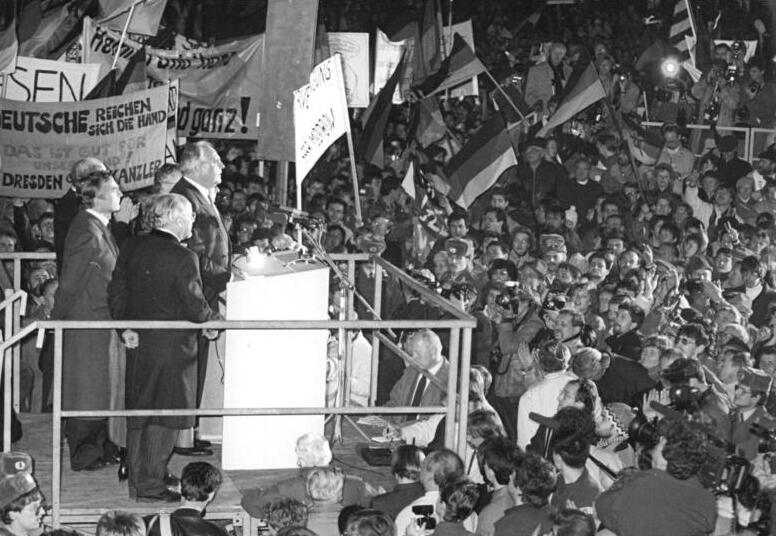
Helmut Kohl bei seiner Rede am 19. Dezember vor der Ruine der Frauenkirche

In der Folge kam es nach weiteren Demonstrationen, beginnend am 8. Oktober 1989, zu Dialogen zwischen einer zufällig ausgewählten Gruppe der 20 und dem damaligen Oberbürgermeister Dresdens, Wolfgang Berghofer (SED). Diese trugen wesentlich zum friedlichen Verlauf bei und wurden international beachtet. Am 19. Dezember 1989 hielt der damalige Bundeskanzler Helmut Kohl eine Rede vor etwa 100 000 Menschen auf dem Neumarkt, die als ein Initial zur Deutschen Wiedervereinigung im Wendeprozess des Herbstes 1989 gilt.

### Sächsische Landeshauptstadt
Dresden wurde am Tag der Deutschen Einheit Landeshauptstadt des wieder eingerichteten Landes Sachsen und gehört zu den kreisfreien Städten Deutschlands. Dresden ist seitdem wieder Sitz der sächsischen Staatsorgane der Exekutive und Legislative.
Eines der kooptierten Mitglieder der Gruppe der 20, Herbert Wagner (CDU), wurde 1990 zum Oberbürgermeister von Dresden gewählt und hatte dieses Amt bis 2001 inne, als er durch Ingolf Roßberg abgelöst wurde. Roßbergs Gegenkandidatur war nur von einem Teil der Mitglieder des Ortsverbandes seiner eigenen Partei (FDP) unterstützt worden, nicht wenige hielten hingegen zu Amtsinhaber Wagner. Angetreten war der Wagner-Herausforderer Roßberg vielmehr als Kandidat der Bürgerinitiative „OB für Dresden“ mit Unterstützung von SPD, Bündnis 90/Die Grünen, PDS und anderen Gruppierungen.
Die Stadt erhielt nach 1990 eine neue Struktur, aus fünf Stadtbezirken wurden zehn Ortsamtsbereiche (2018 in Stadtbezirke umbenannt), 1997/99 kamen durch Eingemeindungen neun Ortschaften hinzu (Stadtbezirke und Ortschaften haben einen unterschiedlichen Status).
Die wirtschaftliche Weiterentwicklung (Zusammenbruch des Ostmarktes, mangelnde Bekanntheit von Produkten im Westen, Eigenkapitalschwäche, neues Rechtssystem, Währungsunion) führte einerseits zur Schließung einer Reihe von Betrieben. Andererseits wurden bedeutende neue Firmen eröffnet, darunter die Chipfabriken von Siemens (heute Infineon, zeitweise auch Qimonda) und AMD (heute Globalfoundries) sowie die Gläserne Manufaktur von Volkswagen, man spricht von der Technologieregion „Silicon Saxony“. Mit den Jahren erlebten längst totgeglaubte und sogar schon insolvente Unternehmen ihr Comeback (optische Industrie, Feinkostwaren).
Der absichtlich erst im Jahr 2009 veröffentlichte Dokumentarfilm Dresdner Interregnum 1991 zeigt eine Stunde lang Dresdner Impressionen aus der Zeit des Umbruchs.

## 21. Jahrhundert
Fortgeführt wurden eine Reihe von kulturellen Traditionen, wie das Internationale Dixieland-Festival Dresden, und die Dresdner Musikfestspiele; zwei Festivals, die jährlich Hunderttausende Besucher nach Dresden ziehen.
Im August 2002 traf Dresden eine „Jahrhundertflut“. Die meisten der entstandenen Schäden konnten in relativ kurzer Zeit beseitigt werden. Dank des verbesserten Hochwasserschutzes war die elf Jahre darauf folgende Flut trotz ihres beinahe genauso großen Ausmaßes weniger zerstörerisch.

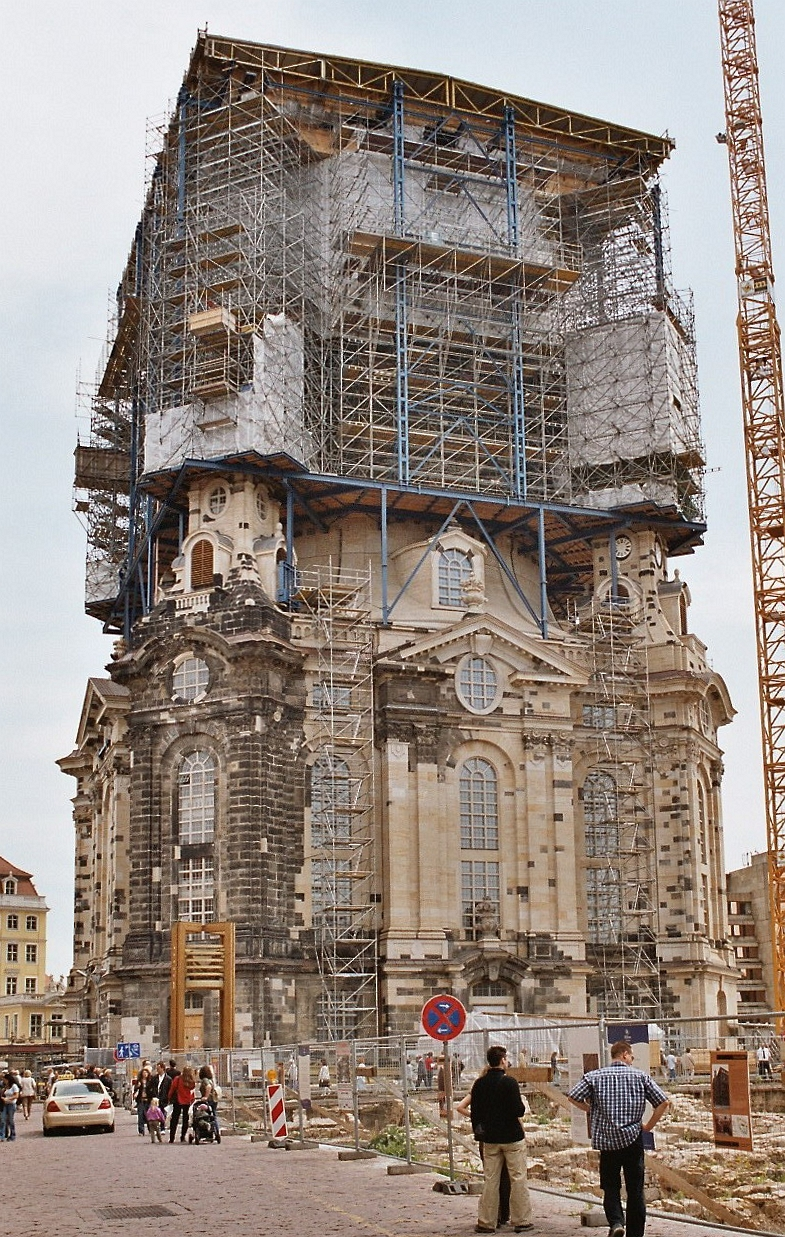
Frauenkirche mit Baugerüst (17. Mai 2003)

Wieder aufgebaut und im Herbst 2005 wiedereröffnet wurde die Frauenkirche. Auch der Wiederaufbau des Dresdner Schlosses schreitet voran.
Das Grüne Gewölbe zog um und wurde im September 2004 im Schloss wiedereröffnet.
Im Juli 2004 erklärt die UNESCO die Kulturlandschaft Dresdner Elbtal (Flusslauf der Elbe und angrenzende Gebiete innerhalb der Stadtgrenzen Dresdens) zum Weltkulturerbe. Nach einem Bürgerentscheid im Jahr 2005, in dem sich zwei Drittel der Abstimmenden dafür aussprachen, wurde die Waldschlößchenbrücke inmitten des Areals gebaut. Noch während des Baus wurde 2009 der Welterbetitel wieder aberkannt.
Basierend auf der urkundlichen Ersterwähnung vom 31. März 1206 feierte Dresden im Jahr 2006 sein 800-jähriges Stadtjubiläum. Aus diesem Anlass fand am 27. August ein großer Umzug statt, für den unter anderem der Fürstenzug mit richtigen Personen und Pferden nachgestellt wurde.
Die Stadt erhielt am 21. April 2015 zusammen mit der schwedischen Stadt Vara den Europapreis, welcher jährlich vom Ministerkomitee des Europarats an Gemeinden verliehen wird, die sich um den europäischen Gedanken verdient gemacht haben.
Das Gedenken an die Luftangriffe vom 13./14. Februar 1945 wurde ab 1998 zunehmend von rechtsextremen Kräften vereinnahmt, sodass im Jahr 2005 schließlich 6500 Angehörige der rechten Szene aus dem gesamten Bundesgebiet in Dresden aufmarschierten. Die Stadtverwaltung und -politik reagierte darauf zögerlich, sodass vor allem von der Antifa und Gruppen des linken Spektrums Gegenproteste organisiert wurden, die wichtige Plätze besetzten und Demonstrationsrouten blockierten. Im Jahr 2009 gründete sich das überparteiliche Bündnis „Dresden nazifrei“ und im Jahr 2010 gab es erstmals eine von den Stadtoberen mitinitiierte Menschenkette mit etwa 10.000 Teilnehmern um die Innenstadt. Losgelöst vom 13. Februar haben Angehörige des völkischen und rechten Spektrums im Jahr 2014 als „Patriotische Europäer gegen die Islamisierung des Abendlandes“ (Pegida) begonnen, gegen eine von ihnen behauptete Islamisierung zu demonstrieren. Ihren Höhepunkt erreichten die wöchentlichen Demonstrationen während der Flüchtlingskrise in Deutschland 2015/2016. Die in diesem Milieu begünstigte Radikalisierung einiger Teilnehmer führte am Abend des 26. Septembers 2016 zu zwei fremdenfeindlichen Sprengstoffanschlägen in Dresden.
In der Nacht zum 11. September 2024 ist ein etwa 100 Meter langes Teilstück der Carolabrücke, über das Straßenbahngleise sowie ein Fuß- und Radweg führten, eingestürzt. Ende der 1960er Jahre war sie eine der ersten Hohlkastenspannbeton-Brücken der DDR. Diese Bauart gilt sowohl als schlank als auch stabil. Das Konzept sollte die Brücke in das Dresdner Elbpanorama einfügen und keine Sichtachsen zerstören.

### Zusammenfassende Literatur
- Steffen Raßloff: Dresden. 55 Highlights aus der Geschichte. Sutton, Erfurt 2021, ISBN 978-3-96303-297-4.
- Steffen Raßloff: Kleine Geschichte der Stadt Dresden. Rhino, Ilmenau 2019, ISBN 978-3-95560-072-3.
- Judith Oexle (Hrsg.): Dresden 8000. Eine Zeitreise. Landesamt für Archäologie, Dresden 2006, ISBN 3-910008-72-0, (archäologische Befunde aus allen Zeitepochen).
- Harry W. Schilka: Historischer Abriss zur Region der oberen Elbe. Synopsis von Anfang an bis zum Mittelalter. Hg. v. Verein für sächsische Landesgeschichte e. V., Chemnitz 2008.
- Fritz Löffler: Das alte Dresden. 503 S., Dresden 2002, ISBN 3-86502-000-3 (Erstausgabe 1955, 16. Auflage 2006).
- Geschichte der Stadt Dresden.
  - Bd. 1: Von den Anfängen bis zum Ende des Dreißigjährigen Krieges. Hrsg. v. Karlheinz Blaschke. Theiss, Stuttgart 2005, ISBN 3-8062-1906-0.
  - Bd. 2: Vom Ende des Dreißigjährigen Krieges bis zur Reichsgründung (1648–1871). Hrsg. v. Reiner Groß. Theiss, Stuttgart 2006, ISBN 3-8062-1927-3.
  - Bd. 3: Von der Reichsgründung bis zur Gegenwart (1871–2006). Hrsg. v. Holger Starke. Theiss, Stuttgart 2006, ISBN 3-8062-1928-1.
- Dresdner Geschichtsverein e. V. (Hrsg.): Dresdner Hefte. Dresden 1983 ff.
- Stadtmuseum Dresden (Hrsg.): Dresdner Geschichtsbuch, Altenburg 1995–2013, Register für die Bände 1–18, Neukonzeption seit 2013 geplant[40]

### Vorgeschichte
- Annett Pratsch: Die Linien- und Stichbandkeramische Siedlung von Dresden-Cotta. Beiträge zur Ur- und Frühgeschichte Mitteleuropas 17 (Weissbach, Beier und Beran 1999)
- Patricia de Vries: Prähistorische Siedlungsplatzwahl in der Dresdner Elbtalweitung. Dresden 2013